# 俄罗斯及苏联海军战列舰列表

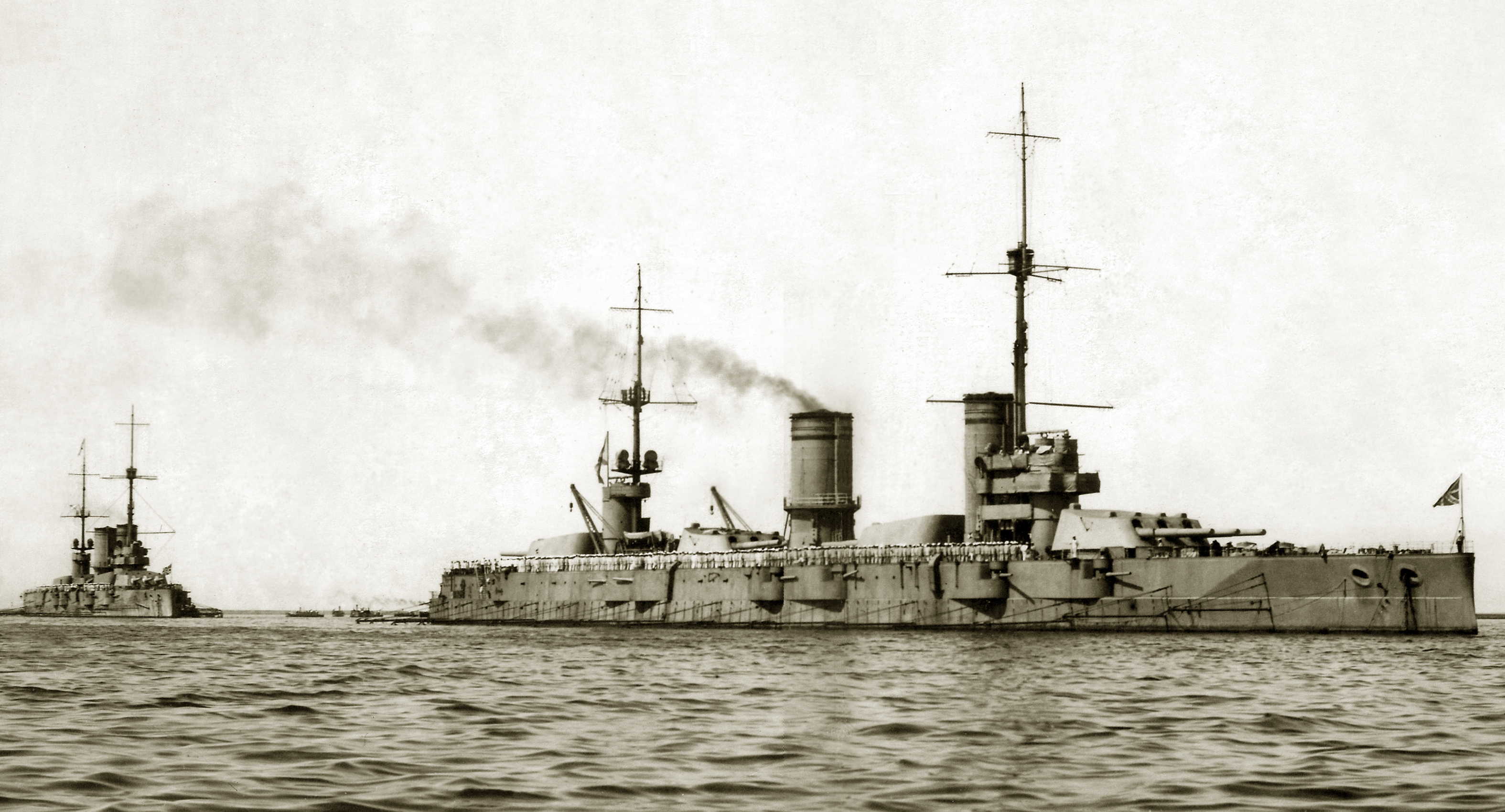
1915年7月25日第一次世界大战期间在波罗的海的“甘古特”号和“彼得罗巴甫洛夫斯克”号

俄罗斯帝国海军及其后继者苏联海军在1890至1950年代间建造过一系列战列舰。早期舰艇缺乏统一标准，每艘设计各异，包括“十二使徒”号、“纳瓦林”号、“三圣徒”号和“伟大的西索伊”号。造船计划延误迫使开发彼得罗巴甫洛夫斯克级以追赶进度。后续建造“罗斯季斯拉夫”号、佩列斯韦特级和“波将金”号。随后两舰海外订购：“列特维赞”号由美国建造，“皇太子”号由法国建造。此后又建成博罗季诺级、叶夫斯塔菲级和圣安德烈级，这些是俄国最后建造的前无畏舰。
日俄战争战败推迟了新舰建造，直至甘古特级作为帝国海军首型无畏舰问世。其设计成为后续玛丽亚皇后级和“尼古拉一世皇帝”号（未完工）的基础。俄罗斯帝国灭亡与苏联成立后经历了一段新舰建造空白期，期间虽设计多种方案但均未实施。1930年代末苏联海军最终订购苏联级，计划建造15艘但仅开工4艘且无一完工。苏联还操作过两艘外来战列舰：英国临时租借的“阿尔汉格斯克”号，以及作为战利品从意大利获得的“新罗西斯克”号。
俄国战列舰参与了日俄战争、第一次世界大战、俄国内战和第二次世界大战的多场战役。“彼得罗巴甫洛夫斯克”号在日俄战争初期触雷沉没，1905年5月对马海战中七艘战列舰沉没，仅“鹰”号投降。另有五艘战列舰在旅顺口围攻战中沉没，其中四艘被日本打捞后编入日本海军，两艘后被俄国回购。剩余前无畏舰和新式无畏舰在一战中表现有限，“玛丽亚皇后”号1916年10月爆炸沉没。俄国革命爆发后多艘战列舰发生兵变，部分参与后续内战，黑海舰队多数舰艇被自沉。仅“甘古特”号、“彼得罗巴甫洛夫斯克”号和“塞瓦斯托波尔”号继续服役，两战期间经过现代化改造，二战中参与对德作战直至1950年代拆解。
| 主要武器 | 主炮数量和口径                   |
| 排水量   | 作战时舰只满载排水量             |
| 推进系统 | 推进系统数量、类型和最大速度     |
| 开建日期 | 开始安放龙骨、开始舰体建造的日期 |
| 下水日期 | 舰只下水的日期                   |
| 交付日期 | 舰只交付使用或正式入役的日期     |
| 结局     | 舰只最终结局（例如沉没、拆解）   |

## 前无畏舰

### “十二使徒”号

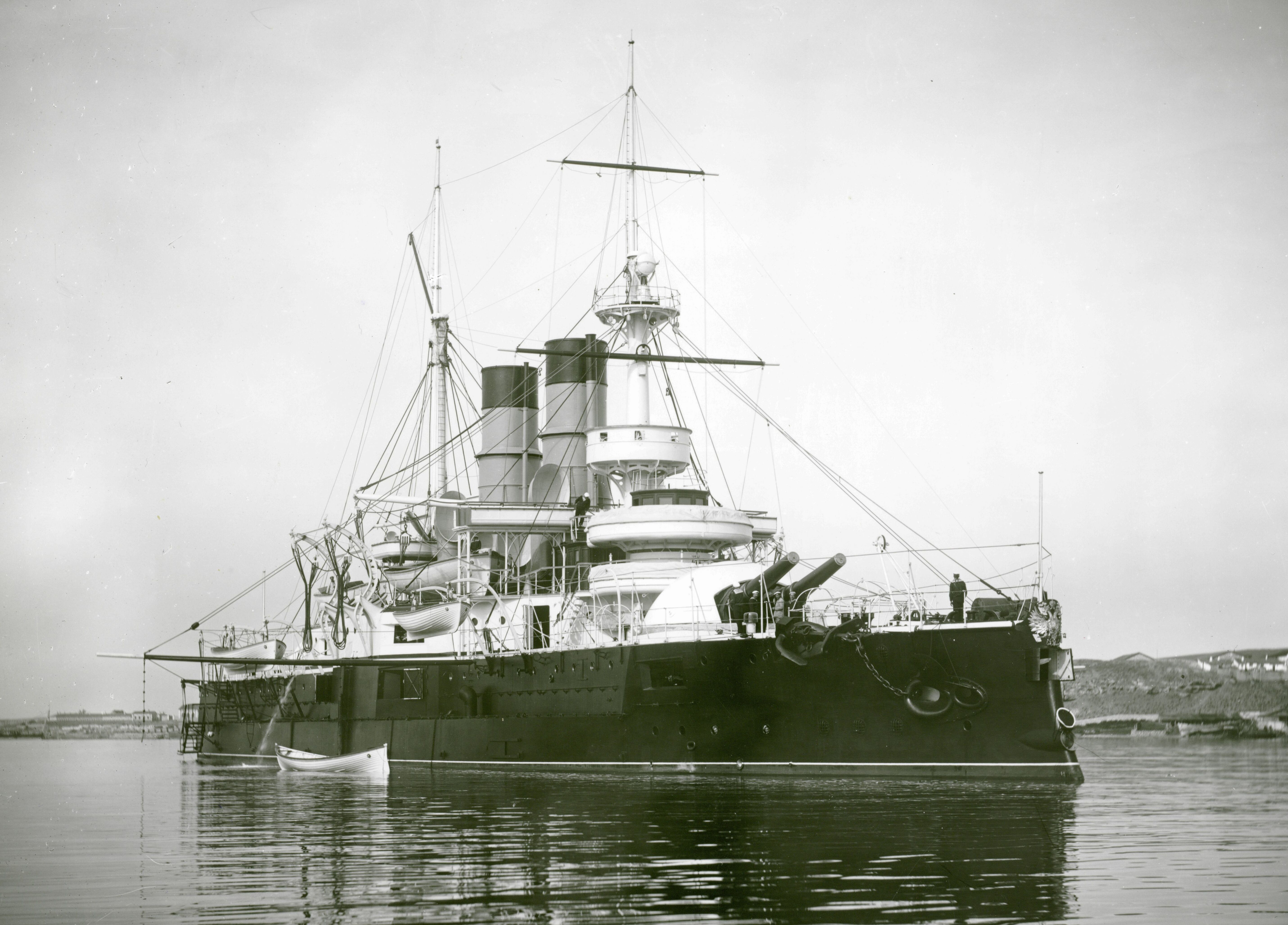
“十二使徒”号战列舰

“十二使徒”号是俄罗斯帝国海军首艘前无畏舰。原计划建造两艘，但因其中一艘的承建船厂濒临破产导致工程停滞，最终取消建造。其主炮最初设计为八门229毫米舰炮（炮塔与炮廓混装），开工后改为两座双联装305毫米炮塔。建造期间的其他修改包括：加厚装甲带、前炮座后移以及调整副炮配置。
“十二使徒”号1893年6月加入俄国舰队，次年才具备作战能力。1905年参与追捕叛变战列舰“波将金”号的行动，试图撞击该舰，但同情叛乱的水兵逆转其引擎并阻止舰长自沉。1900年代虽提出多种改装方案但均未实施。1911年退役，次年改为浮动仓库，1914年9月更名为“8号船体”。1918年5月被德军缴获，11月移交协约国，俄国内战中先后被布尔什维克和白军夺取，1920年白军撤离克里米亚时遗弃该舰，最终于1931年拆解。
| 舰名                                | 主要武器   | 排水量  | 推进系统                             | 服役      | 服役      | 服役      | 服役       |
| 舰名                                | 主要武器   | 排水量  | 推进系统                             | 开建日期  | 下水日期  | 交付日期  | 结局       |
| ----------------------------------- | ---------- | ------- | ------------------------------------ | --------- | --------- | --------- | ---------- |
| “十二使徒”号 (Двенадцать Апостолов) | 4门305毫米 | 8 850吨 | 2台三胀式蒸汽机；14节（26公里/小时） | 1889年8月 | 1890年9月 | 1893年6月 | 1931年拆解 |

### “纳瓦林”号

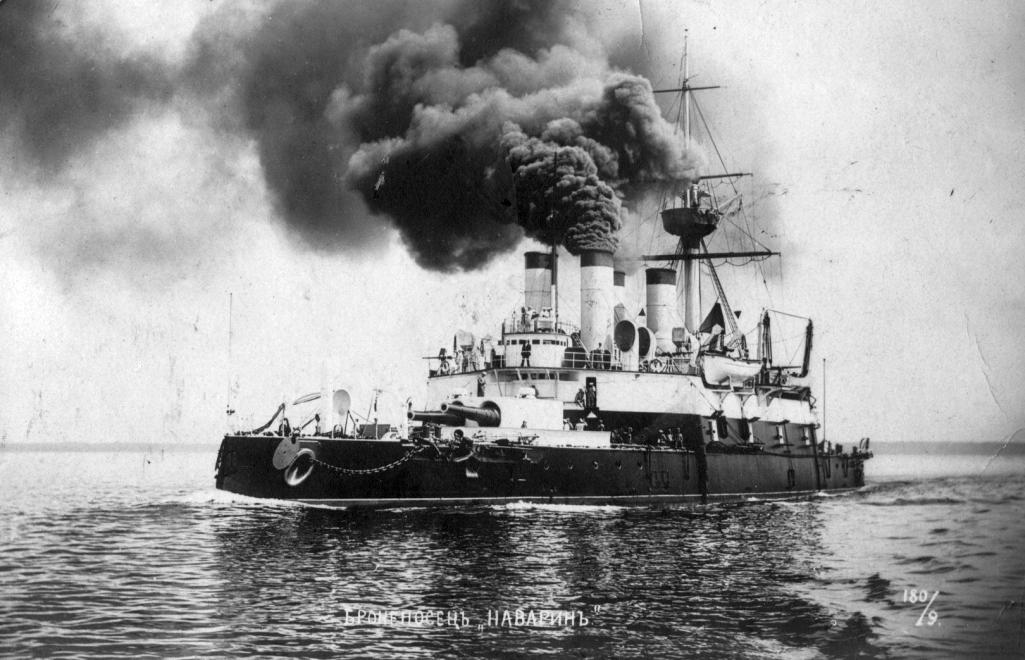
1905年的“纳瓦林”号战列舰

“纳瓦林”号的设计参考了英国皇家海军特拉法尔加级铁甲舰。俄国海军原计划订购较小舰型，但在评估德国勃兰登堡级的优势后改为建造更大舰体。后续修改包括换装更强主炮，并将152毫米副炮从六门增至八门。该舰基本设计确立了俄国后续前无畏舰的标准布局。
该舰原定服役于波罗的海舰队，但早期主要在地中海和东南亚活动。1900年作为八国联军成员参与镇压中国义和团运动。1902年返回波罗的海，1904年日俄战争爆发后即被编入第二太平洋分舰队调往旅顺。途中经地中海、苏伊士运河驶向符拉迪沃斯托克。1905年5月对马海战遭伏击，首轮交火即被敌战列舰重创，27日午夜触雷沉没。
| 舰名                 | 主要武器   | 排水量  | 推进系统                             | 服役       | 服役       | 服役       | 服役       |
| 舰名                 | 主要武器   | 排水量  | 推进系统                             | 开建日期   | 下水日期   | 交付日期   | 结局       |
| -------------------- | ---------- | ------- | ------------------------------------ | ---------- | ---------- | ---------- | ---------- |
| “纳瓦林”号 (Наварин) | 4门305毫米 | 10370吨 | 2台三胀式发动机；14节（26公里/小时） | 1890 年5月 | 1891年10月 | 1896 年6月 | 1905年沉没 |

### “三圣徒”号

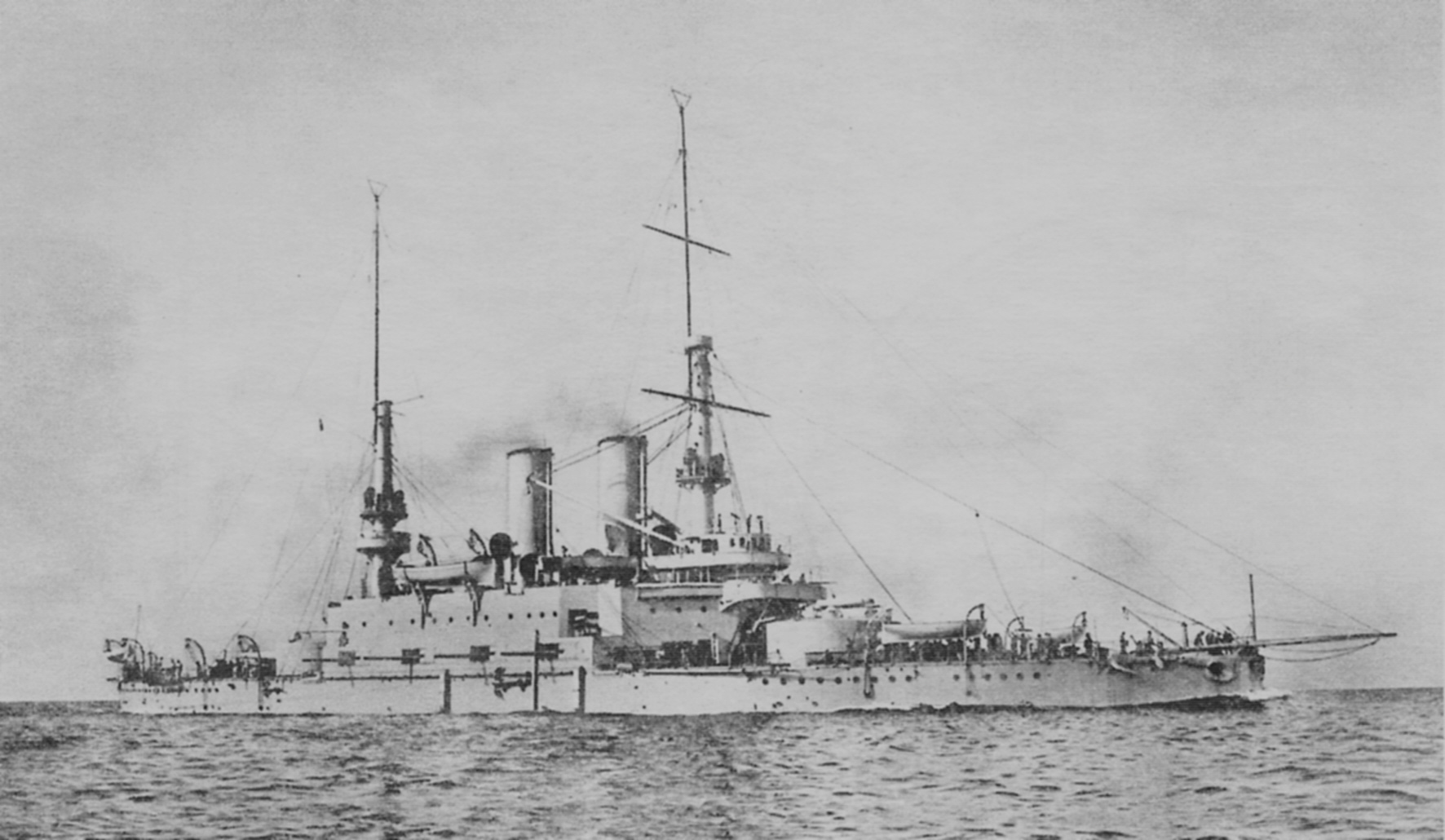
“三圣徒”号战列舰

“三圣徒”号的设计基于前型“纳瓦林”号，但尺寸更大且改进了武器和装甲。因此该舰显著增大——舰长增加7.2米，舰宽增加1.8米，排水量提升约3000吨。
“三圣徒”号在黑海服役。1905年担任追击叛变舰“波将金”号的分舰队旗舰。1914年一战爆发后参与对抗奥斯曼帝国的行动，11月参加萨雷奇角海战对抗战列巡洋舰“严君苏丹塞利姆”号但未命中敌舰。此后数年主要执行对奥斯曼阵地的岸轰任务。1917年俄国革命时正在改装，1918年5月被德军占领塞瓦斯托波尔时俘获，11月停战后移交协约国。英军次年破坏其引擎使其无法使用，俄国内战期间被双方交替俘获，1920年白军撤离时遗弃，三年后拆解。
| 舰名                       | 主要武器   | 排水量  | 推进系统                             | 服役      | 服役       | 服役       | 服役       |
| 舰名                       | 主要武器   | 排水量  | 推进系统                             | 开建日期  | 下水日期   | 交付日期   | 结局       |
| -------------------------- | ---------- | ------- | ------------------------------------ | --------- | ---------- | ---------- | ---------- |
| “三圣徒”号 (Три Святителя) | 4门305毫米 | 13630吨 | 2台三胀式蒸汽机；16节（30公里/小时） | 1891年8月 | 1893年11月 | 1896年10月 | 1923年拆除 |

### “伟大的西索伊”号

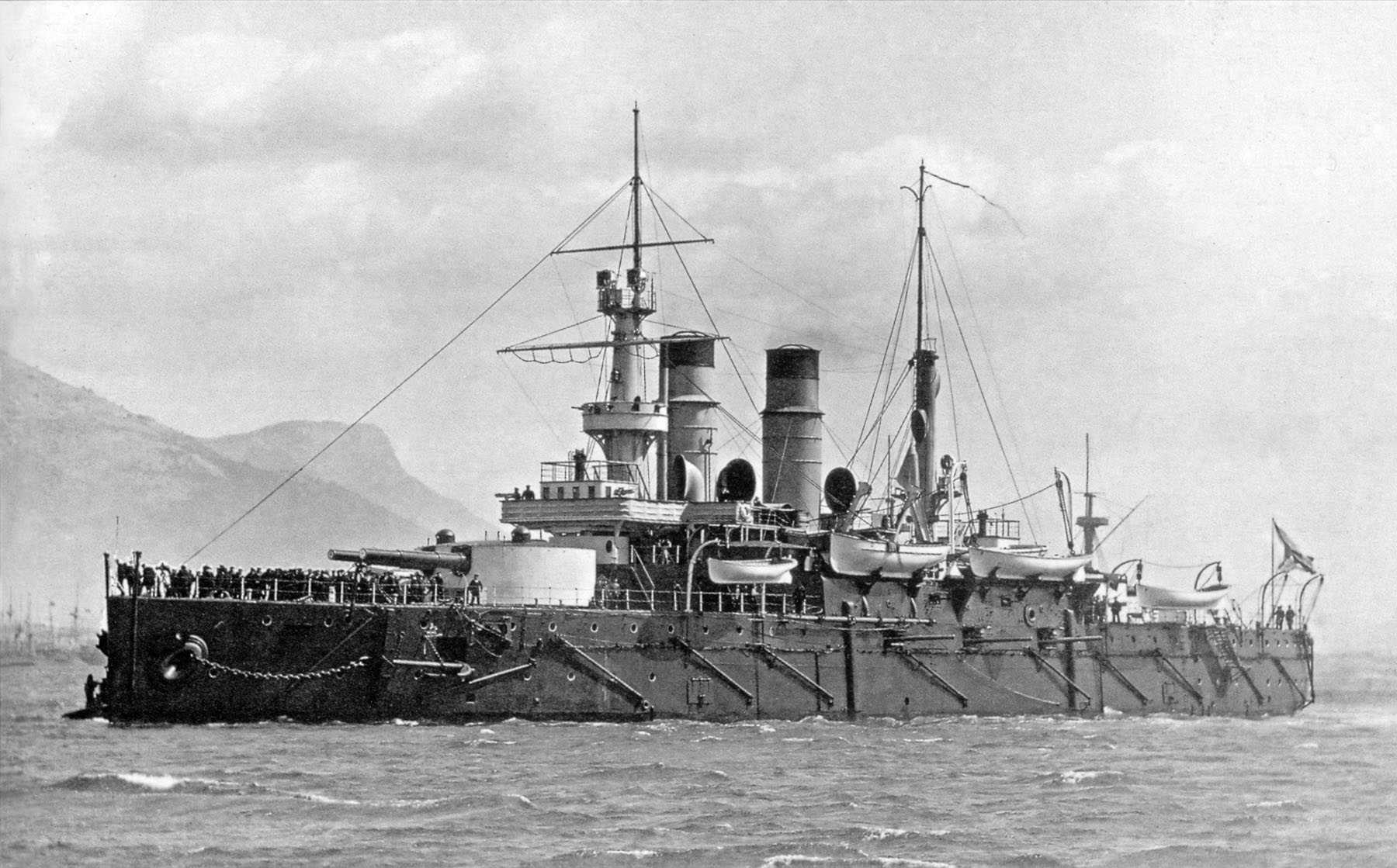
1897年的“伟大的西索伊”号战列舰

最初设计的“伟大的西索伊”号是排水量8600吨、装备三门305毫米主炮的中型舰，但舰队将领对此方案不满。海军技术委员会参考“纳瓦林”号修改设计，增大排水量并将主炮增至四门305毫米。副炮选型争议中，因技术委员会排斥外国武器，最终选用俄制152毫米旧式火炮而非更先进的英制120毫米炮。建造期间的设计变更进一步使工期延误数年。 
“伟大的西索伊”号服役时即存在诸多设计建造缺陷，根源在于工业基础薄弱、供应商质量低劣及工程管理失误等。该舰服役后随即调往地中海干预克里特岛反抗奥斯曼统治的起义，后赴东南亚增强俄国势力，参与1900年镇压义和团运动。1902年返国后接受为期两年的维修。1904年日俄战争爆发后编入第二太平洋分舰队驰援旅顺，1905年5月在对马海战遭日军舰队袭击，被敌舰炮火和鱼雷重创，数小时后沉没。  
| 舰名                             | 主要武器   | 排水量  | 推进系统                             | 服役      | 服役      | 服役       | 服役   |
| 舰名                             | 主要武器   | 排水量  | 推进系统                             | 开建日期  | 下水日期  | 交付日期   | 结局   |
| -------------------------------- | ---------- | ------- | ------------------------------------ | --------- | --------- | ---------- | ------ |
| “伟大的西索伊”号 (Сисой Великий) | 4门305毫米 | 10600吨 | 2台三胀式蒸汽机；15节（29公里/小时） | 1892年5月 | 1894年6月 | 1896年10月 | 1905年 |

### 彼得罗巴甫洛夫斯克级

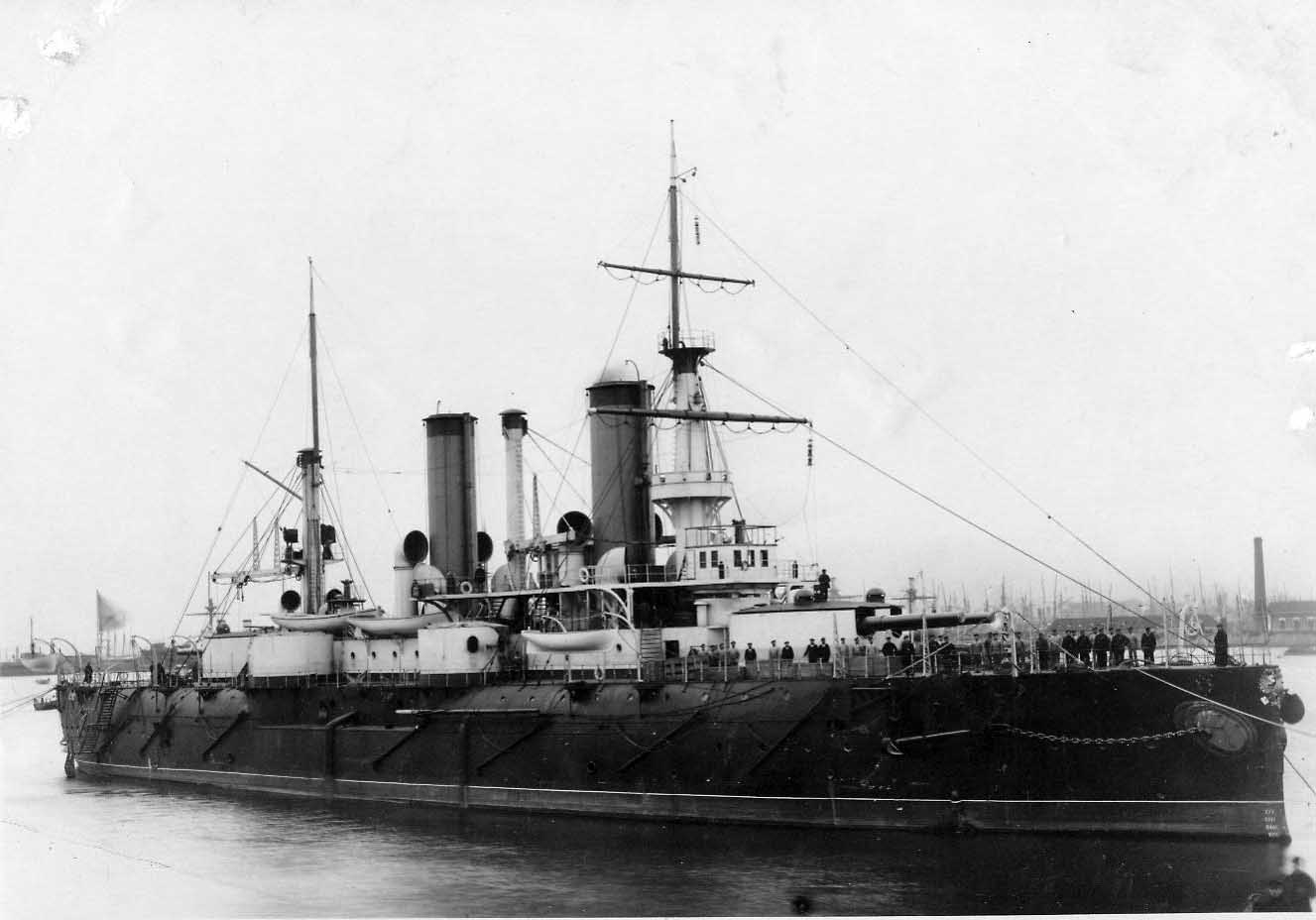
1899至1904年间的“波尔塔瓦”号战列舰

因帝国海军建造负责人伊万·舍斯塔科夫上将不重视舰级标准化，俄国早期战列舰建造缺乏统一标准。1890年，为弥补被延误的造船计划，俄国提出同时建造三艘战列舰。轻型炮座设计提高了干舷高度，152毫米副炮采用基于美国印第安纳级战列舰的上甲板炮塔布局。船模测试显示最高航速16节，比设计指标低1节，但为避免工期延误仍接受了这一航速。 
三舰均部署于旅顺，“彼得罗巴甫洛夫斯克”号于1900年抵达并参与镇压义和团运动，“波尔塔瓦”号与“塞瓦斯托波尔”号次年抵达。[1]1904年2月日俄战争爆发，三舰在旅顺口海战遭日军炮击。3月底“彼得罗巴甫洛夫斯克”号触雷沉没，马卡罗夫海军中将阵亡。8月“波尔塔瓦”号与“塞瓦斯托波尔”号参加黄海海战未分胜负，多次被命中。旅顺围城战中，“波尔塔瓦”号12月被日军炮火击沉，“塞瓦斯托波尔”号1905年1月自沉。日军打捞起“波尔塔瓦”号后改为岸防舰，命名为“丹后”号。1916年3月俄国回购该舰并更名“切斯马”号（Чесма），1917年俄国革命后舰员投奔布尔什维克，1918年被英军俘获。1919年英军撤离俄国时遗弃该舰，1924年拆解。
| 舰名                                   | 主要武器   | 排水量  | 推进系统                             | 服役      | 服役       | 服役     | 服役       |
| 舰名                                   | 主要武器   | 排水量  | 推进系统                             | 开建日期  | 下水日期   | 交付日期 | 结局       |
| -------------------------------------- | ---------- | ------- | ------------------------------------ | --------- | ---------- | -------- | ---------- |
| “彼得罗巴甫洛夫斯克”号 (Петропавловск) | 4门305毫米 | 12030吨 | 2台三胀式蒸汽机；16节（30公里/小时） | 1892年5月 | 1894年11月 | 1899年   | 1904年沉没 |
| “波尔塔瓦”号 (Полтава)                 | 4门305毫米 | 12030吨 | 2台三胀式蒸汽机；16节（30公里/小时） | 1892年5月 | 1894年11月 | 1899年   | 1924年拆除 |
| “塞瓦斯托波尔”号 (Севастополь)         | 4门305毫米 | 12030吨 | 2台三胀式蒸汽机；16节（30公里/小时） | 1892年5月 | 1895年6月  | 1900年   | 1905年沉没 |

### “罗斯季斯拉夫”号

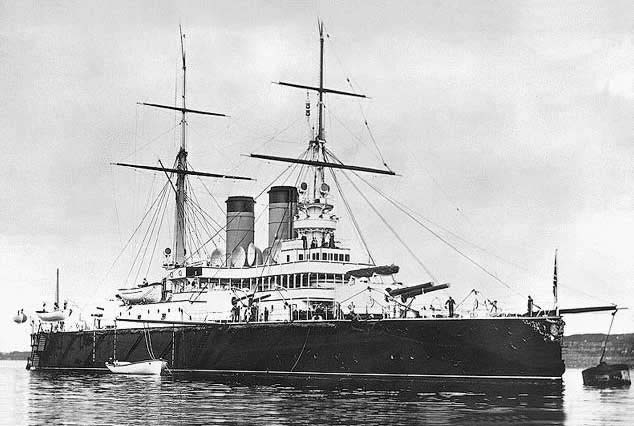
约1901年的“罗斯季斯拉夫”号战列舰

“罗斯季斯拉夫”号最初被设计为排水量不超过5000吨的小型战列舰，类似黑海作战用的海防舰。但海军技术委员会评估认为，6000吨以下无法实现火力、装甲、航速与稳定性的有效平衡。关于主炮选用254毫米还是305毫米也曾长期争论，最终选定较小口径。即便如此，排水量仍被允许增至9000吨。该舰最终采用与“伟大的西索伊”号相同的舰体，但配备哈维装甲，并成为俄国首艘电动装弹的战列舰。
该舰1912年前一直担任黑海舰队副旗舰。是俄国海军首艘由皇室成员（亞歷山大·米哈伊洛維奇大公）指挥的战舰。服役初期锅炉故障频发直至1905年，多次改装导致吃水加深，1907年主装甲带完全没入水下。1900年代虽提出多项现代化方案但均未实施。1914年一战爆发后参与对抗奥斯曼帝国的行动，主要执行岸轰任务。1914年11月参加萨雷奇角海战对抗“严君苏丹塞利姆”号。1918年俄国革命爆发后被遗弃在塞瓦斯托波尔，1920年11月在刻赤海峡自沉以防被俘。1930年部分拆解。
| 舰名                         | 主要武器   | 排水量  | 推进系统                             | 服役      | 服役      | 服役      | 服役       |
| 舰名                         | 主要武器   | 排水量  | 推进系统                             | 开建日期  | 下水日期  | 交付日期  | 结局       |
| ---------------------------- | ---------- | ------- | ------------------------------------ | --------- | --------- | --------- | ---------- |
| “罗斯季斯拉夫”号 (Ростислав) | 4门254毫米 | 10690吨 | 2台三胀式蒸汽机；15节（29公里/小时） | 1894年1月 | 1896年9月 | 1900年3月 | 1920年沉没 |

### 佩列斯韦特级

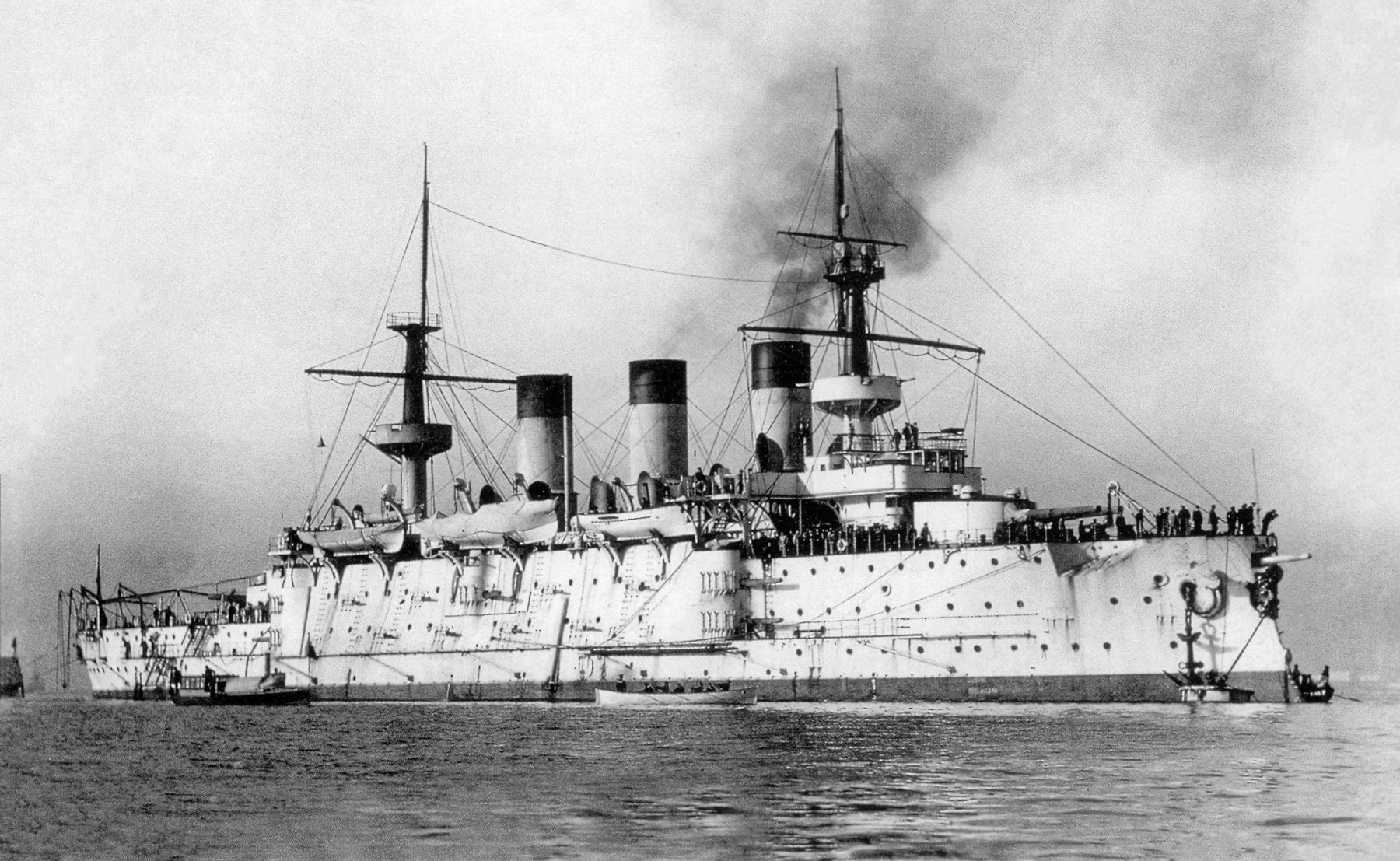
1901年的“佩列斯韦特”号战列舰

佩列斯韦特级的设计初衷是为俄国装甲巡洋舰在战时袭击商船提供支援，其定位是对标英国的百夫长级战列舰。这种支援巡洋舰和破交作战的职能定位，使其设计更侧重航速与续航力，而非装甲防护与重火力。最初仅计划建造两艘，但为维持波罗的海造船厂产能以待新项目启动，数年后又追加订购第三艘。
“佩列斯韦特”号服役即调往旅顺，成为太平洋分舰队旗舰，两年后“胜利”号加入。两舰在1904年2月日俄战争初期的旅顺口海战遭袭，8月参加黄海海战。旅顺围城战中多次中弹，“胜利”号因损伤沉没，“佩列斯韦特”号自沉。“奥斯利亚比亚”号战争爆发时正在驰援旅顺途中折返，后随第二太平洋分舰队重返远东，1905年5月对马海战中被日舰多次命中沉没。战后日军打捞“佩列斯韦特“与“胜利”号，分别更名为“相模”和“周防”号作为海防舰使用。“相模”号1916年售回俄国并恢复原名，1917年1月在埃及塞得港触德国水雷沉没。“周防”号服役至1923年拆解。
| 舰名                      | 主要武器   | 排水量  | 推进系统                             | 服役       | 服役       | 服役       | 服役       |
| 舰名                      | 主要武器   | 排水量  | 推进系统                             | 开建日期   | 下水日期   | 交付日期   | 结局       |
| ------------------------- | ---------- | ------- | ------------------------------------ | ---------- | ---------- | ---------- | ---------- |
| “佩列斯韦特”号 (Пересвет) | 4门254毫米 | 14640吨 | 3台三胀式发动机；18节（33公里/小时） | 1895年11月 | 1898年5月  | 1901年8月  | 1917年沉没 |
| “奥斯利亚比亚”号 (Ослябя) | 4门254毫米 | 14640吨 | 3台三胀式发动机；18节（33公里/小时） | 1895年11月 | 1898年12月 | 1903年8月  | 1905年沉没 |
| “胜利”号 (Победа)         | 4门254毫米 | 14640吨 | 3台三胀式发动机；18节（33公里/小时） | 1899年2月  | 1900年5月  | 1902年10月 | 1923年拆除 |

### “波将金”号

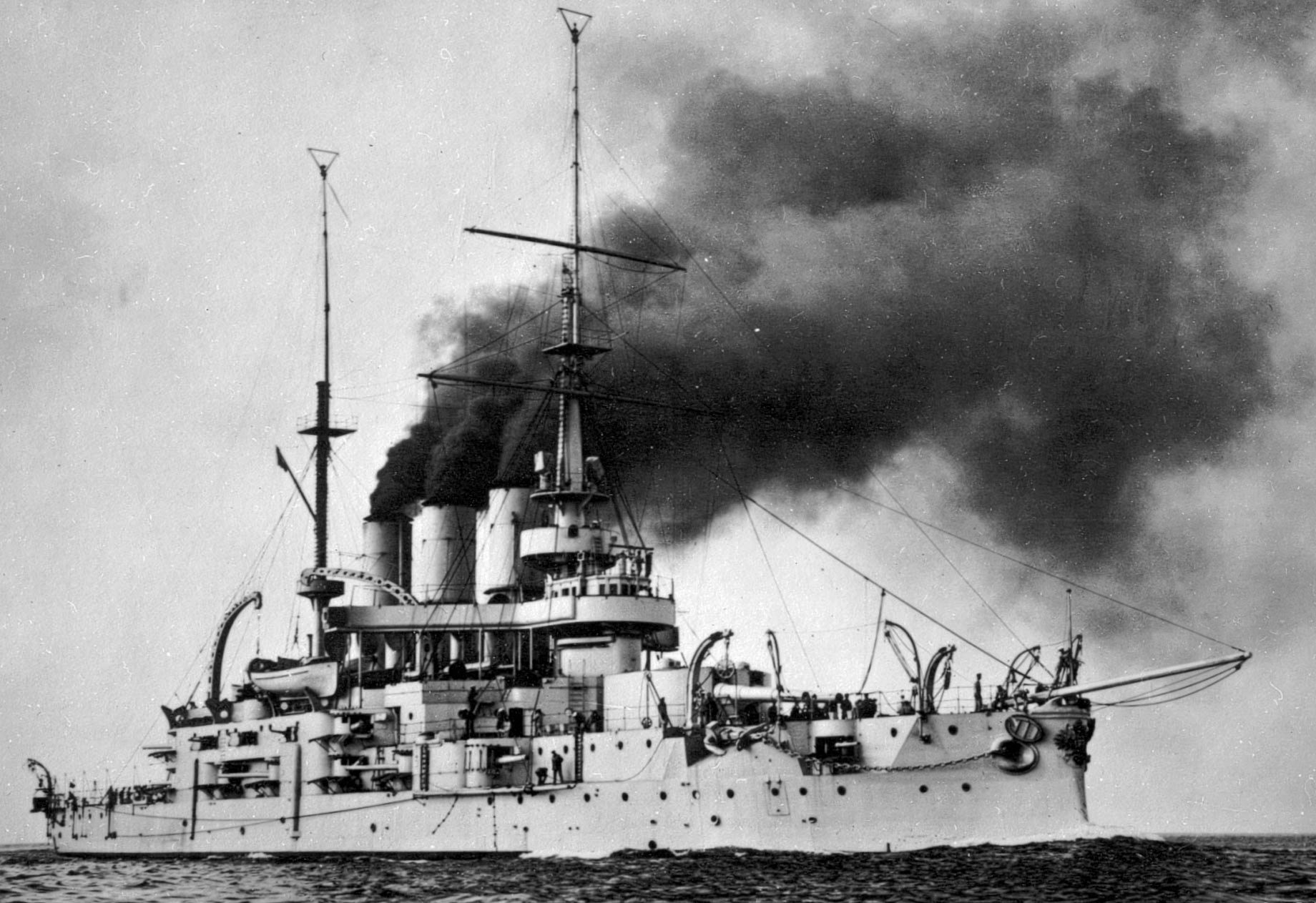
1906年的“潘捷莱蒙”号战列舰

“波将金”号最初被设计为佩列斯韦特级的翻版，但遭到海军总司令阿列克謝·亞歷山德羅維奇大公的反对，他认为254毫米小口径主炮和较长的续航力不适合该舰预定的黑海作战环境。因此最终订购了“三圣徒”号的改进版本，改进包括：更高的艏楼以改善适航性、克虏伯渗碳钢装甲以及更现代的锅炉。建造启动后设计仍在持续修改。
1905年6月底俄国革命期间，“波将金”号上的舰员发动兵变，杀死了舰长等高级军官。俄国海军调集其他舰艇追捕未果，该舰最终驶往罗马尼亚，舰员向当地政府投降。罗马尼亚政府将战舰归还俄国，同年10月更名为“潘捷莱蒙”号（Пантелеймон），后续服役期间仅发生零星事故。一战爆发后多次参与对抗奥斯曼帝国的行动，包括萨雷奇角海战。1917年4月俄国革命后恢复原名，5月再次更名为“自由战士”号（Борец за Свободу）。1918年3月转入预备役，先后被德军、英军及俄国内战双方俘获，1923年拆解。
| 舰名                                    | 主要武器   | 排水量  | 推进系统                             | 服役       | 服役       | 服役     | 服役       |
| 舰名                                    | 主要武器   | 排水量  | 推进系统                             | 开建日期   | 下水日期   | 交付日期 | 结局       |
| --------------------------------------- | ---------- | ------- | ------------------------------------ | ---------- | ---------- | -------- | ---------- |
| “波将金”号 (Князь Потёмкин-Таврический) | 4门305毫米 | 13110吨 | 2台三胀式发动机；16节（30公里/小时） | 1898年10月 | 1900年10月 | 1905年   | 1923年拆除 |

### “列特维赞”号

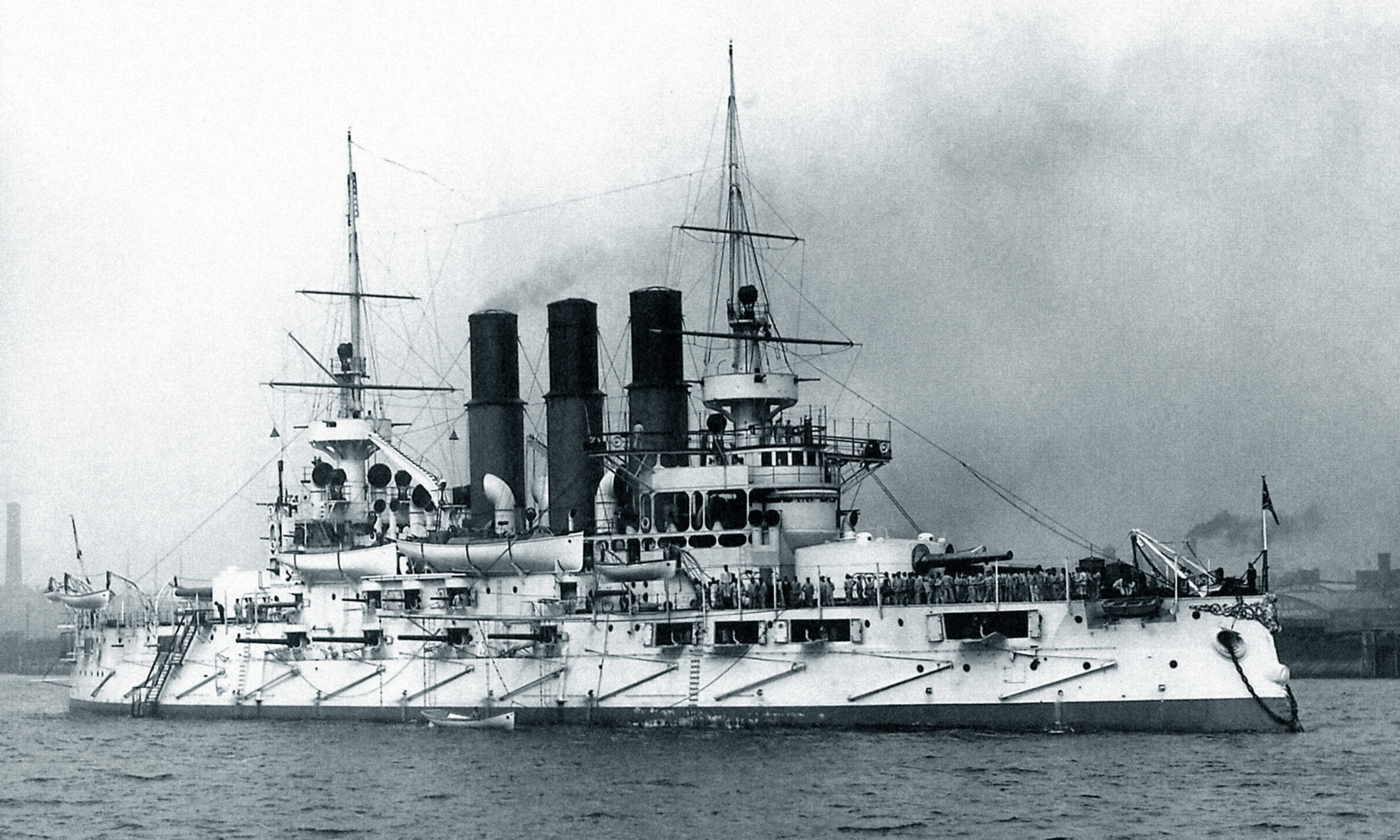
1902年的“列特维赞”号战列舰

“列特维赞”号旨在匹敌日本新型战列舰，其设计综合了佩列斯韦特级和“波将金”号的特点，但将最高航速提升至18节并增加续航力。由于俄国船厂已达产能极限，决定海外订购。最终由美国威廉·克兰普父子造船厂中标，其所有者查尔斯·亨利·克兰普自1870年代起就与俄国海军保持数十年合作，曾为俄建造多艘辅助巡洋舰。
该舰1903年调往旅顺服役。次年日俄战争爆发，“列特维赞”号在旅顺口海战伊始即遭鱼雷击中搁浅，但及时打捞修复后参加黄海海战，虽多次中弹却成功掩护“皇太子”号撤离。1904年12月旅顺围城战期间被日军炮火击沉，后被打捞修复，1908年11月编入日本海军更名为“肥前”号。该舰在日军服役至1924年7月作为靶舰击沉。
| 舰名                    | 主要武器   | 排水量  | 推进系统                             | 服役      | 服役       | 服役      | 服役       |
| 舰名                    | 主要武器   | 排水量  | 推进系统                             | 开建日期  | 下水日期   | 交付日期  | 结局       |
| ----------------------- | ---------- | ------- | ------------------------------------ | --------- | ---------- | --------- | ---------- |
| “列特维赞”号 (Ретвизан) | 4门305毫米 | 12985吨 | 2台三胀式发动机；18节（33公里/小时） | 1899年7月 | 1900年10月 | 1902年3月 | 1924年沉没 |

### “皇太子”号

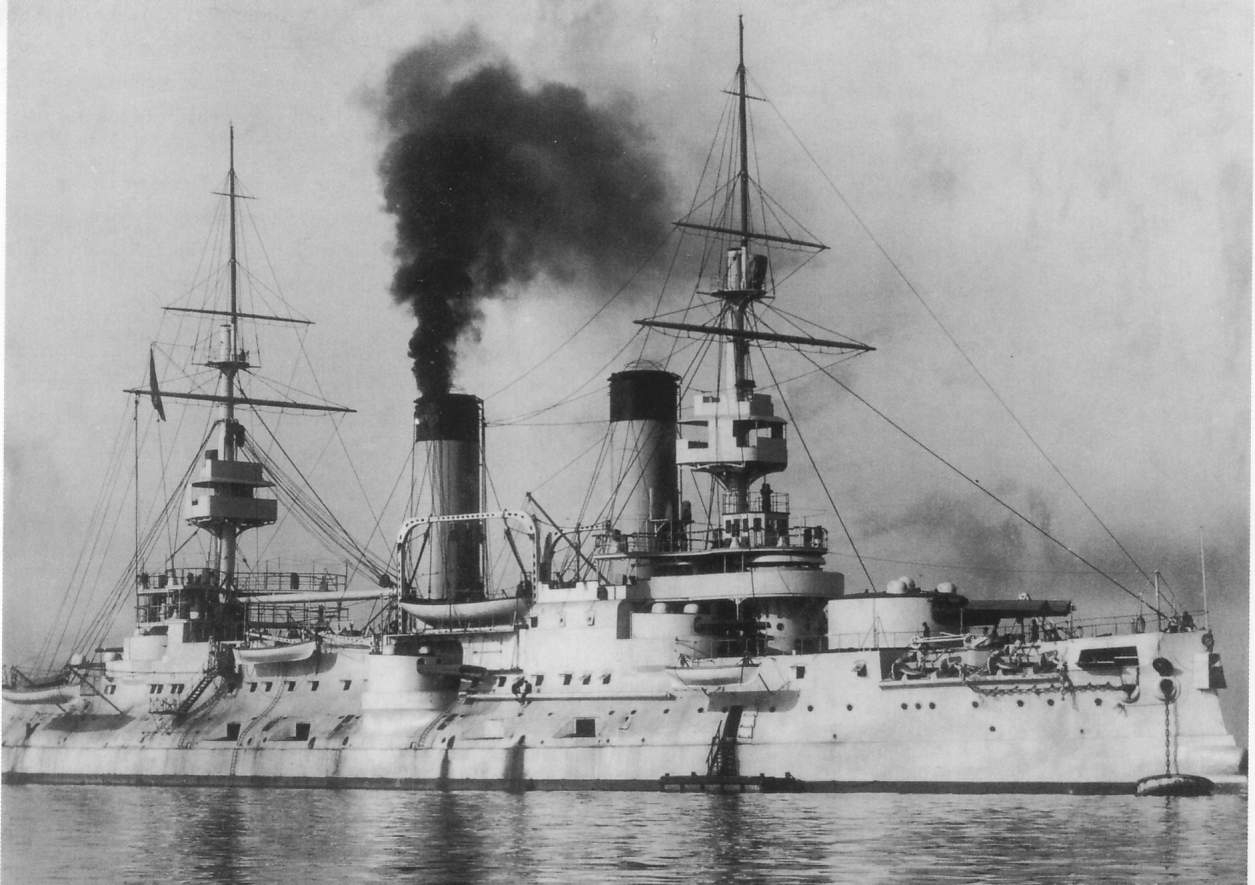
1903年的“皇太子”号战列舰

与“列特维赞”号相同，“皇太子”号因俄国船厂产能饱和而向海外订购。中标方为法国地中海锻造与造船厂，其设计基于法国“若雷吉贝里”号战列舰的改良版本。该舰采用水线以上渐缩式舰体，虽提高干舷并减轻结构重量，却降低了浮力与稳定性。
“皇太子”号服役即调往旅顺，1903年底抵达。1904年2月日俄战争首战旅顺口海战中遭鱼雷击中，在港口入口处搁浅，后被打捞修复。8月黄海海战中作为威廉·维特捷夫特少将旗舰，成为日军炮火焦点，舰体受损且少将阵亡。该舰最终避入德国胶州湾，被解除武装扣押至战争结束。战后返回俄国，在波罗的海服役十余年，1914年一战后鲜少出动。1917年3月俄国革命期间船员兵变，4月更名为“公民”号（Гражданин），10月参加蒙海峡战役对抗德军。年底被布尔什维克夺取，停泊喀琅施塔得至1924年拆解。
| 舰名                   | 主要武器   | 排水量  | 推进系统                             | 服役      | 服役      | 服役      | 服役       |
| 舰名                   | 主要武器   | 排水量  | 推进系统                             | 开建日期  | 下水日期  | 交付日期  | 结局       |
| ---------------------- | ---------- | ------- | ------------------------------------ | --------- | --------- | --------- | ---------- |
| “皇太子”号 (Цесаревич) | 4门305毫米 | 13105吨 | 2台三胀式发动机；18节（33公里/小时） | 1899年7月 | 1901年2月 | 1903年8月 | 1924年拆除 |

### 博罗季诺级

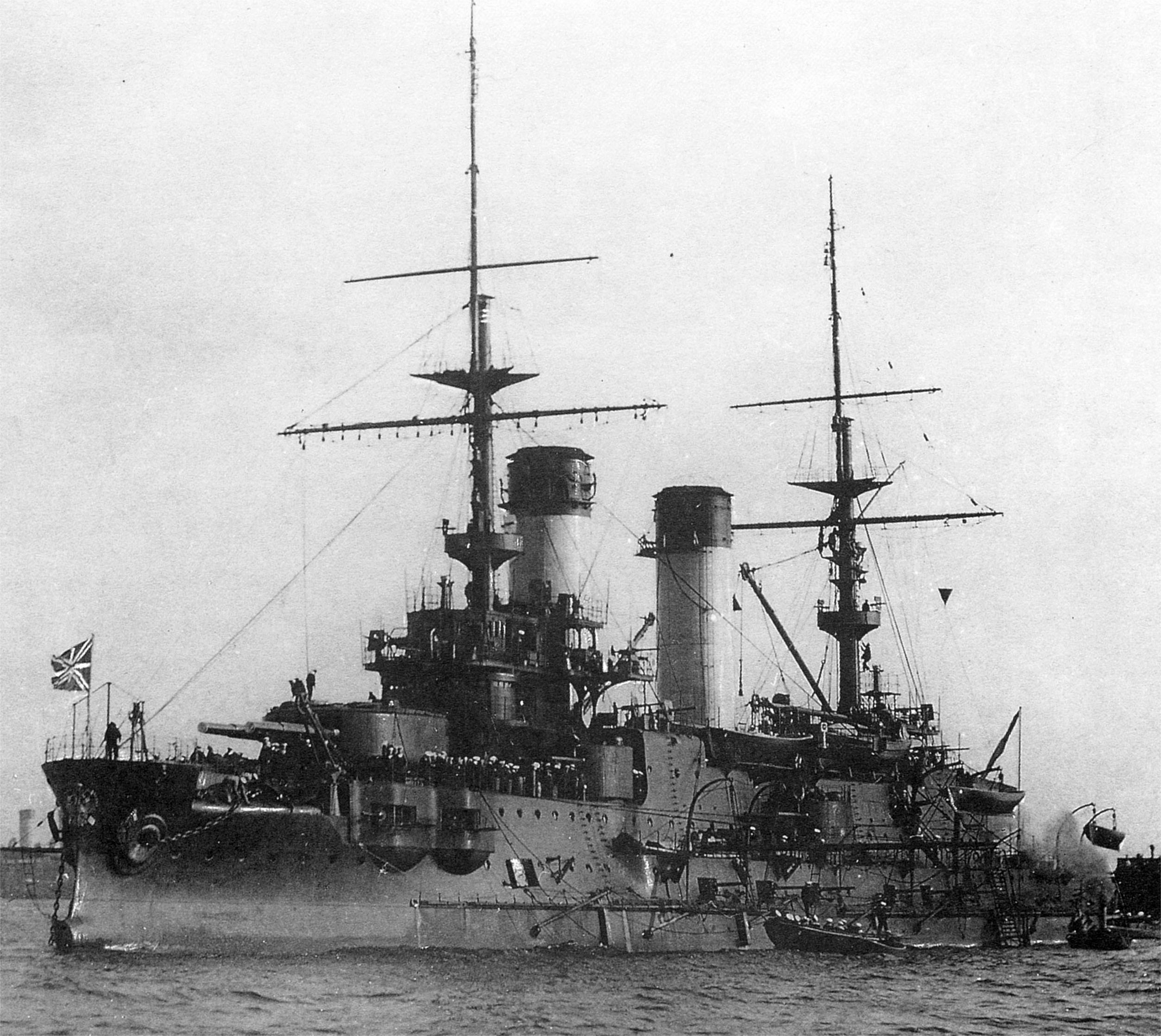
1904年的“博罗季诺”号战列舰

博罗季诺级是俄国建造数量最多的战列舰，其设计主要基于前型“皇太子”号。改进包括：更大的舰体、更大型的炮塔以及更重的轮机设备。此外，在主装甲带上方的舷侧炮廓中增装75毫米三级火炮，导致原设计中从水线至主甲板的渐缩式舰体在中部被取消，仅保留艏艉部分。
前四舰服役后即被编入第二太平洋分舰队驰援旅顺围城战，“苏沃洛夫公爵”号担任齐诺维·罗杰斯特文斯基海军中将旗舰。1905年5月对马海战中，“博罗季诺”号、“亚历山大三世皇帝”号和“苏沃洛夫公爵”号沉没，“鹰”号重伤投降。日军修复该舰后于1907年6月更名为“石见”号编入日本海军，1924年作为靶舰击沉。“光荣”号留守俄国，主要作为军官训练舰使用。一战期间，1915年8月参加里加湾海战对抗德国公海舰队，1917年10月蒙海峡战役中重创自沉。残骸直至1935年才拆解。
| 舰名                                       | 主要武器   | 排水量  | 推进系统                             | 服役       | 服役      | 服役       | 服役       |
| 舰名                                       | 主要武器   | 排水量  | 推进系统                             | 开建日期   | 下水日期  | 交付日期   | 结局       |
| ------------------------------------------ | ---------- | ------- | ------------------------------------ | ---------- | --------- | ---------- | ---------- |
| “博罗季诺”号 (Бородино)                    | 4门305毫米 | 14645吨 | 2台三胀式发动机；18节（33公里/小时） | 1900年5月  | 1901年9月 | 1904年8月  | 1905年沉没 |
| “亚历山大三世”号 (Император Александр III) | 4门305毫米 | 14645吨 | 2台三胀式发动机；18节（33公里/小时） | 1900年5月  | 1902年8月 | 1903年11月 | 1905年沉没 |
| “鹰”号 (Орёл)                              | 4门305毫米 | 14645吨 | 2台三胀式发动机；18节（33公里/小时） | 1900年6月  | 1902年7月 | 1904年10月 | 1924年沉没 |
| “苏沃洛夫公爵”号 (Князь Суворов)           | 4门305毫米 | 14645吨 | 2台三胀式发动机；18节（33公里/小时） | 1901年9月  | 1902年9月 | 1904年9月  | 1905年沉没 |
| “光荣”号 (Слава)                           | 4门305毫米 | 14645吨 | 2台三胀式发动机；18节（33公里/小时） | 1902年11月 | 1903年8月 | 1905年10月 | 1935年拆除 |

### 叶夫斯塔菲级

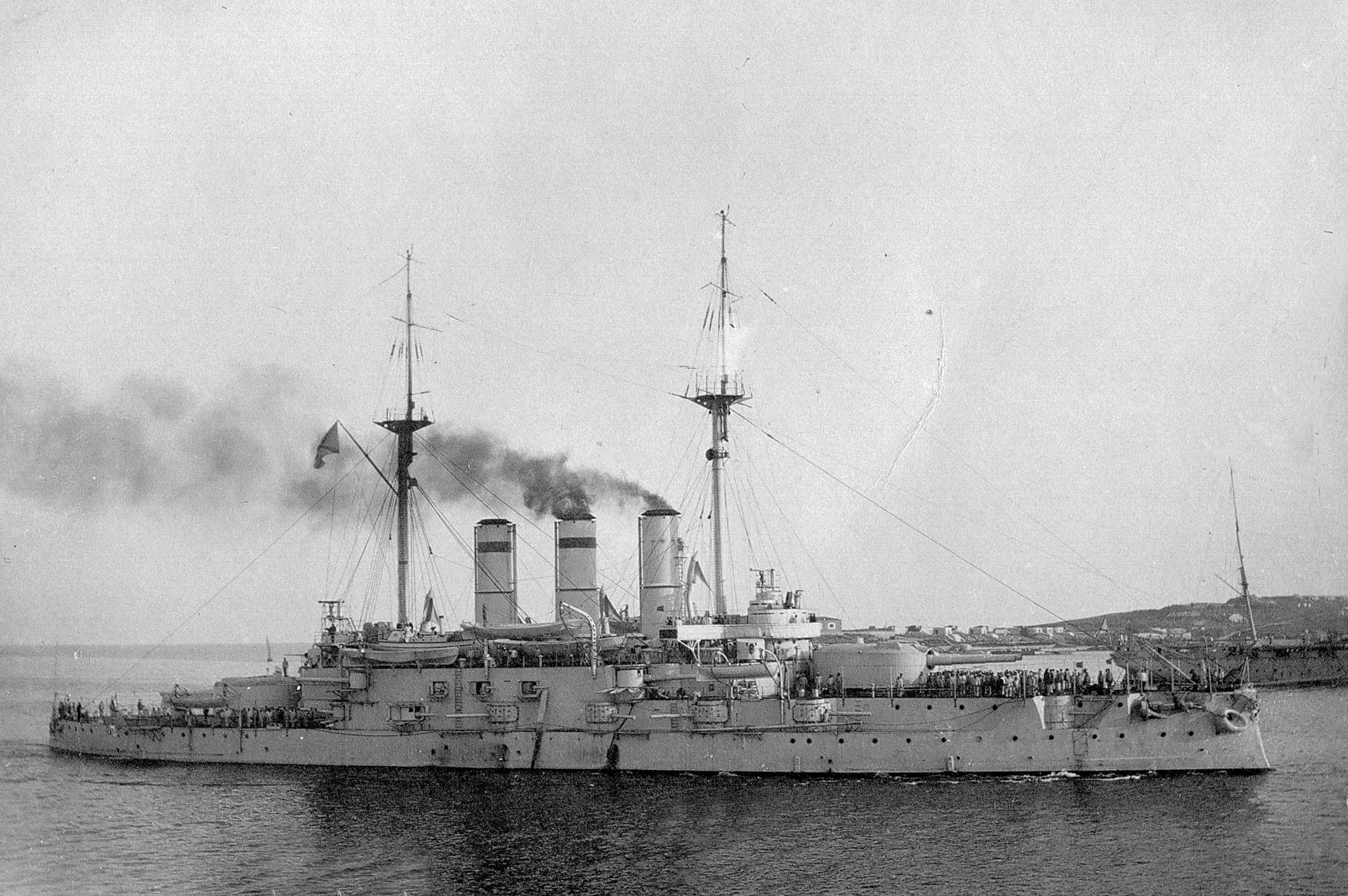
1910年的“叶夫斯塔菲”号战列舰

叶夫斯塔菲级的设计基于“波将金”号，但尺寸略大。日俄战争战败后实施的改进包括：主炮仰角从15度增至35度、减少鱼雷发射管数量、加强装甲带前后端防护、上层建筑尾部增设第二指挥塔。减重措施包括采用单柱桅杆并取消救生艇吊杆。
两舰和平时期主要执行炮术训练，一战爆发后参与对抗奥斯曼帝国的行动。1914年11月萨雷奇角海战中与战列巡洋舰“严君苏丹塞利姆”号交战未分胜负——“叶夫斯塔菲”号命中敌舰1发，自身中弹5发。此后数年主要从事岸轰任务。1918年3月转入预备役，5月被德军俘获，12月移交协约国。1919年4月英军破坏其轮机，俄国内战期间被双方交替控制，1922-1923年间拆解。
| 舰名                          | 主要武器   | 排水量  | 推进系统                             | 服役      | 服役       | 服役      | 服役       |
| 舰名                          | 主要武器   | 排水量  | 推进系统                             | 开建日期  | 下水日期   | 交付日期  | 结局       |
| ----------------------------- | ---------- | ------- | ------------------------------------ | --------- | ---------- | --------- | ---------- |
| “叶夫斯塔菲”号 (Евстафий)     | 4门305毫米 | 12940吨 | 2台三胀式发动机；16节（30公里/小时） | 1904年7月 | 1906年11月 | 1911年5月 | 1922年拆解 |
| “金口约翰”号 (Иоанн Златоуст) | 4门305毫米 | 13060吨 | 2台三胀式发动机；16节（30公里/小时） | 1903年7月 | 1906年5月  | 1911年4月 | 1922年拆解 |

### 圣安德烈级

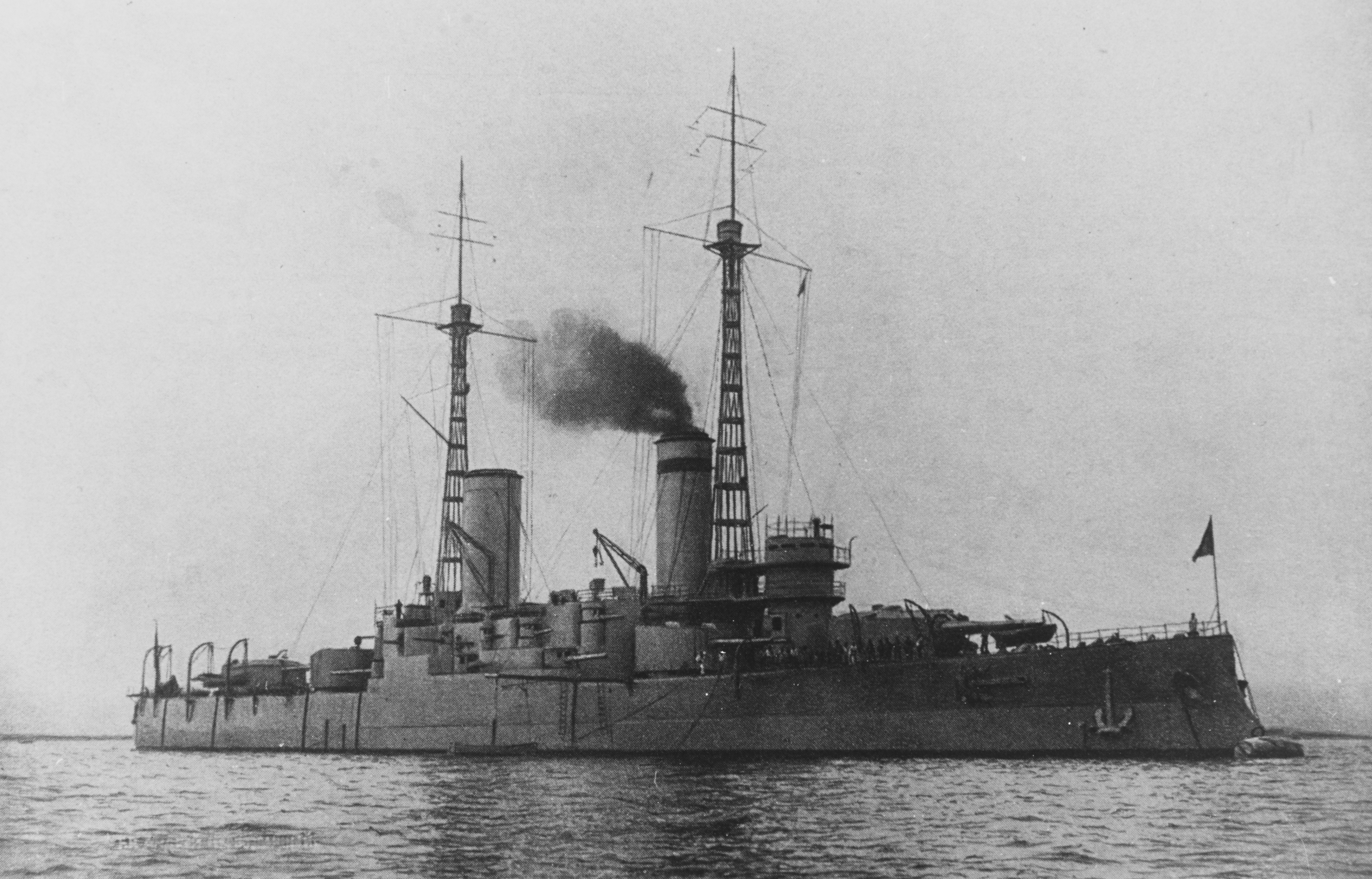
约1913年的“圣安德烈”号战列舰

圣安德烈级的设计基于博罗季诺级，但尺寸更大且火力更强。与前型叶夫斯塔菲级类似，建造期间根据日俄战争经验实施改进：全面强化装甲以防炮弹破片损坏设备、减少鱼雷发射管数量并完全移除水雷舱。这些改动增加了排水量，故采用桁架桅杆并将舯部203毫米副炮塔改为每侧三座炮廓以减重。
两艘战列舰和平时期服役有限，1912年7月“沙皇保罗一世”号曾发生未遂兵变。一战期间因德国潜艇威胁始终停泊港口。1917年3月俄国革命后船员兵变，6月“沙皇保罗一世”号更名为“共和国”号（Республика），1918年9月退役；“圣安德烈”号被布尔什维克用于内战，直至1919年8月遭英国浅水重炮舰鱼雷击沉。两舰均于1923年拆解。
| 舰名                                 | 主要武器   | 排水量  | 推进系统                             | 服役       | 服役       | 服役      | 服役       |
| 舰名                                 | 主要武器   | 排水量  | 推进系统                             | 开建日期   | 下水日期   | 交付日期  | 结局       |
| ------------------------------------ | ---------- | ------- | ------------------------------------ | ---------- | ---------- | --------- | ---------- |
| “圣安德烈”号 (Андрей Первозванный)   | 4门305毫米 | 19205吨 | 2台三胀式发动机；18节（33公里/小时） | 1904 年3月 | 1906年10月 | 1911年3月 | 1923年拆解 |
| “沙皇保罗一世”号 (Император Павел I) | 4门305毫米 | 19205吨 | 2台三胀式发动机；18节（33公里/小时） | 1904年10月 | 1907年9月  | 1911年3月 | 1923年拆解 |

## 无畏舰

### 甘古特级

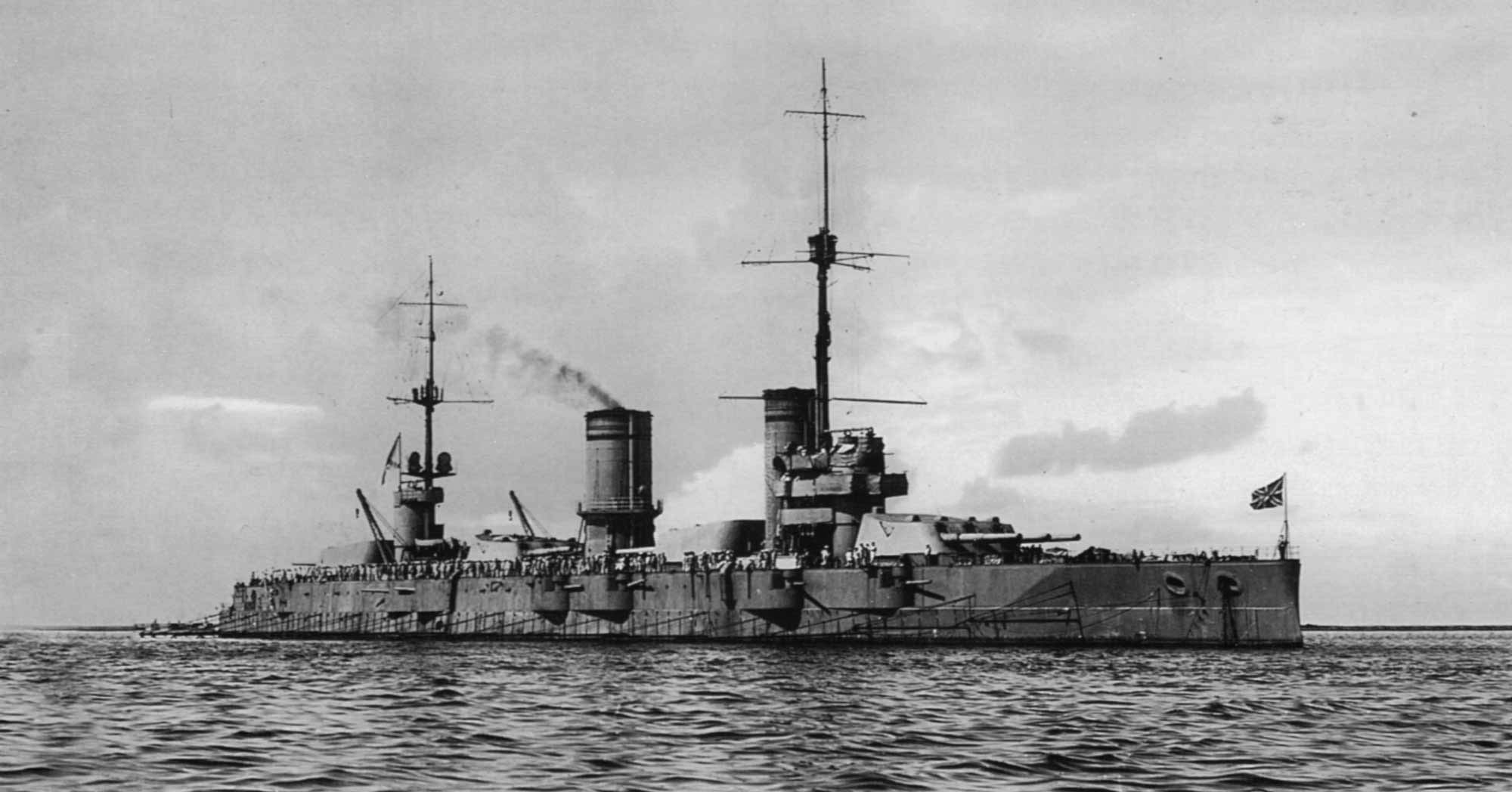
1915年的“甘古特”号战列舰

日俄战争的惨败使俄国海军元气大伤，耗时数年才消化战争教训并获得杜马批准建造新舰。1907年底国际招标新型无畏舰设计方案，德国布洛姆-福斯船厂方案虽胜出但引发法国抗议，最终选定波罗的海船厂的俄国方案作为亚军。甘古特级采用独特的主炮布局：四座三联装炮塔沿舰体中线纵向排列，因俄国设计师认为重叠炮塔并无优势。 
该级舰在一战中期服役且鲜少出战。1917年3月俄国革命后船员兵变，仅“彼得罗巴甫洛夫斯克”号继续在芬兰湾对抗白军。1919年11月“波尔塔瓦”号因火灾严重损毁未修复。1921年“彼得罗巴甫洛夫斯克”号和“塞瓦斯托波尔”号分别更名为“马拉”号（Марат）与“巴黎公社”号（Парижская Коммуна），1925年“甘古特”号改名“十月革命”号（Октябрьская революция），1926年“波尔塔瓦”号改名“伏龙芝”号（Фру́нзе）。三艘现役舰在1920-30年代经历大规模现代化改造。1941年德国入侵苏联时，“马拉”号舰艏被炸毁，“十月革命”号遭空袭损伤。“巴黎公社”号在战争中仅参与1942年塞瓦斯托波尔保卫战，次年恢复原名。“十月革命”号1944年支援列宁格勒围城战等行动。“伏龙芝”号1949年拆解。“马拉”号1943年恢复原名，1953年拆解。“十月革命”号与“塞瓦斯托波尔”号服役至1956年退役拆解。
| 舰名                                   | 主要武器    | 排水量  | 推进系统                         | 服役      | 服役       | 服役       | 服役       |
| 舰名                                   | 主要武器    | 排水量  | 推进系统                         | 开建日期  | 下水日期   | 交付日期   | 结局       |
| -------------------------------------- | ----------- | ------- | -------------------------------- | --------- | ---------- | ---------- | ---------- |
| “甘古特”号 (Гангут)                    | 12门305毫米 | 24800吨 | 4台蒸汽轮机；24节（44公里/小时） | 1909年6月 | 1911年10月 | 1915年1月  | 1956年拆解 |
| “彼得罗巴甫洛夫斯克”号 (Петропавловск) | 12门305毫米 | 24800吨 | 4台蒸汽轮机；24节（44公里/小时） | 1909年6月 | 1911年9月  | 1915年1月  | 1953年拆解 |
| “塞瓦斯托波尔”号 (Севастополь)         | 12门305毫米 | 24800吨 | 4台蒸汽轮机；24节（44公里/小时） | 1909年6月 | 1911年7月  | 1914年11月 | 1949年拆解 |
| “波尔塔瓦”号 (Полтава)                 | 12门305毫米 | 24800吨 | 4台蒸汽轮机；24节（44公里/小时） | 1909年6月 | 1911年7月  | 1914年12月 | 1956年拆解 |

### 玛丽亚皇后级

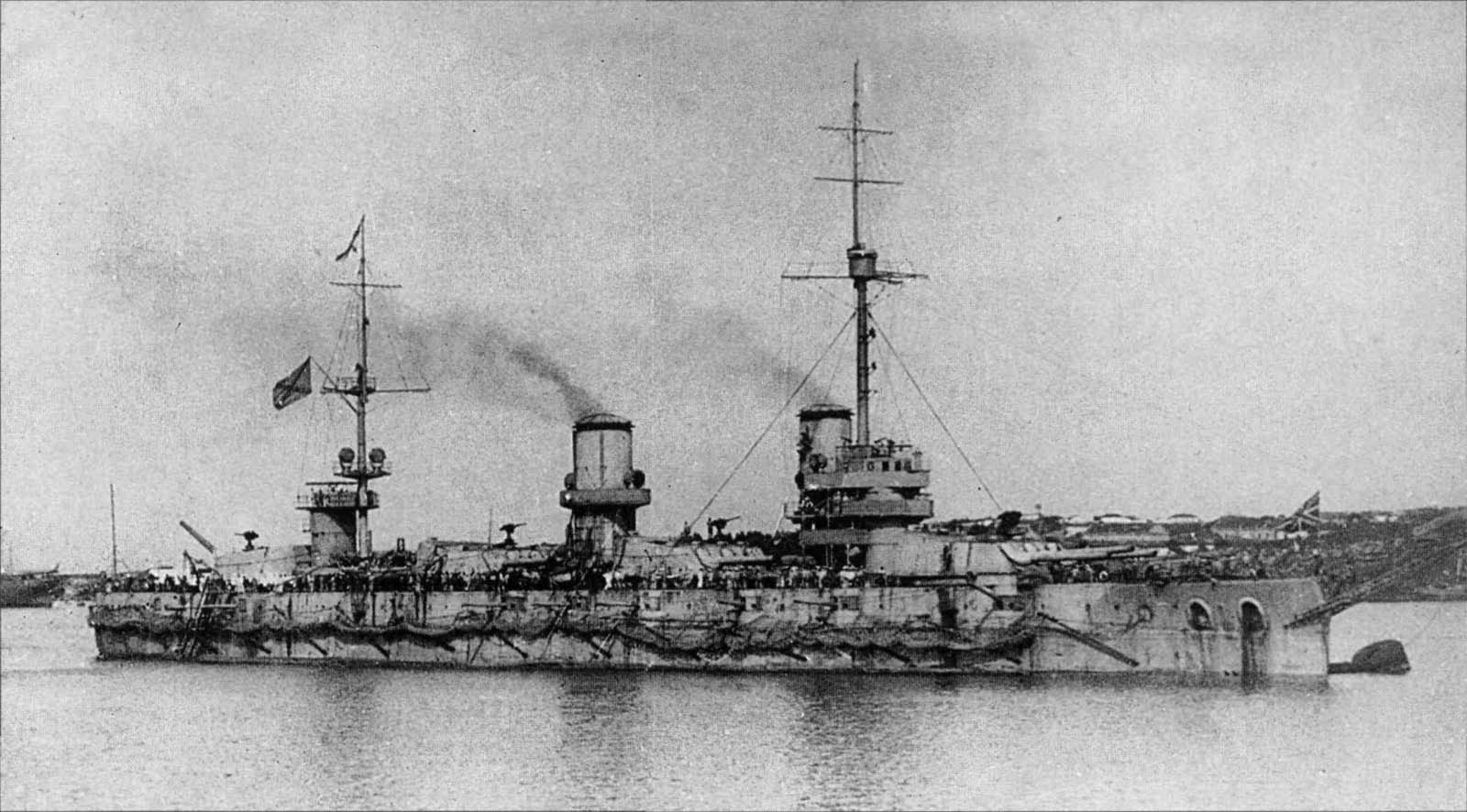
约1915至1916年间的“玛丽亚皇后”号战列舰

玛丽亚皇后级旨在对抗奥斯曼帝国可能获取的任何无畏舰，其设计基本沿袭前型甘古特级。主要改进包括：最高航速降至21节以增加武器与装甲重量；主炮仰角提高10度，炮塔装甲增厚50毫米；将甘古特级的120毫米副炮替换为130毫米火炮以应对更大型鱼雷艇。
“玛丽亚皇后”号与“叶卡捷琳娜大帝”号在一战服役后参与多次对抗奥斯曼帝国的行动。“玛丽亚皇后”号1916年10月因弹药库爆炸倾覆，1926年残骸拆解。“叶卡捷琳娜大帝”号1917年4月更名为“自由俄罗斯”号（Свободная Россия），1918年6月自沉，1920年代拆解。“亚历山大三世皇帝”号俄国革命后才完工，1917年4月更名为“意志”号（Воля），1918年10月被德军俘获后移交英军，又转交白军。1920年改名“阿列克谢耶夫将军”号（Генерал Алексеев）参与对抗布尔什维克的作战，白军溃败后逃至奥斯曼帝国，停泊在比塞大直至1936年拆解。
| 舰名                                               | 主要武器    | 排水量  | 推进系统                         | 服役       | 服役       | 服役       | 服役       |
| 舰名                                               | 主要武器    | 排水量  | 推进系统                         | 开建日期   | 下水日期   | 交付日期   | 结局       |
| -------------------------------------------------- | ----------- | ------- | -------------------------------- | ---------- | ---------- | ---------- | ---------- |
| “瑪麗亞皇后”號 (Императрица Мария)                 | 12门305毫米 | 23980吨 | 4台蒸汽轮机；21节（39公里/小时） | 1911年10月 | 1913年10月 | 1915年6月  | 1916年沉没 |
| “叶卡捷林娜大帝”号 (Императрица Екатерина Великая) | 12门305毫米 | 23980吨 | 4台蒸汽轮机；21节（39公里/小时） | 1911年10月 | 1914年6月  | 1915年10月 | 1918年沉没 |
| “亚历山大三世皇帝”号 (Император Александр III)     | 12门305毫米 | 23980吨 | 4台蒸汽轮机；21节（39公里/小时） | 1911年10月 | 1914年4月  | 1917年7月  | 1936年拆解 |

### “尼古拉一世皇帝”号

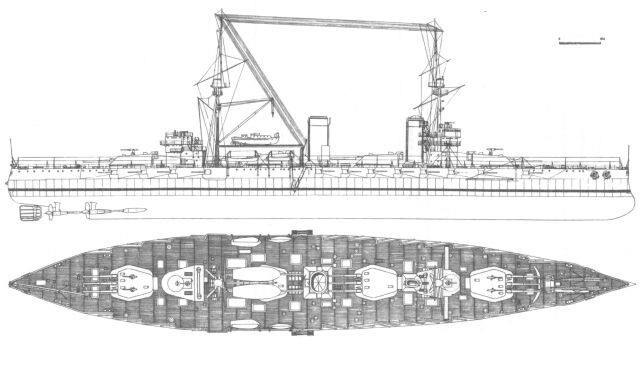
“尼古拉一世皇帝”号的画像

“尼古拉一世皇帝”号的设计旨在应对奥斯曼帝国寻求外购战列舰的企图。为保持俄国在黑海的兵力优势，决定基于改良版玛丽亚皇后级方案加速建造。该舰设计尺寸与防护显著优于前型，但轮机与武器系统基本保留原配置。
“尼古拉一世皇帝”号的建造因一战延误，工人和材料被调往更优先项目。1917年3月俄国革命爆发时仍在舾装，4月更名为“民主”号。10月因罢工和社会动荡停工，完成度约60%。1918年3月被德军俘获，1919年1月被乌克兰人民共和国夺取并更名为“统一乌克兰”号（Соборна Украина)）。俄国内战期间始终滞留船厂，因严重损毁无法完工，1927年拆解。
| 舰名                                     | 主要武器    | 排水量  | 推进系统                         | 服役      | 服役       | 服役     | 服役       |
| 舰名                                     | 主要武器    | 排水量  | 推进系统                         | 开建日期  | 下水日期   | 交付日期 | 结局       |
| ---------------------------------------- | ----------- | ------- | -------------------------------- | --------- | ---------- | -------- | ---------- |
| “尼古拉一世皇帝”號 (Император Николай I) | 12门305毫米 | 31875吨 | 4台蒸汽轮机；21节（39公里/小时） | 1915年4月 | 1916年10月 | 不適用   | 1927年拆解 |

### 苏联级
苏联海军1930年代中期为应对德国战列舰建造计划启动新舰研究，最初寻求从美意两国获取设计方案或整舰。两国公司曾提交不同方案供评估，但苏联最终决定自主研发。此后数年考虑过多种规格版本，在尺寸、最高航速、装甲防护、副炮配置等方面存在差异。即便首舰开工后设计仍在持续修改。
原计划建造15艘战列舰，但1939年二战爆发前仅开工4艘。苏联工业无力同时建造如此多大型舰艇，导致材料质量低劣、部件外购及多次延误。“苏维埃白俄罗斯”号因船体铆钉质量低劣，开工不足一年即取消建造。德国入侵后，剩余三舰工程中止。“苏维埃乌克兰”号与“苏维埃俄罗斯”号少量完工部分于1947年拆解。“苏联”号建造进度最快，战后曾考虑续建，但最终1948年拆解。 
| 舰名                                      | 主要武器   | 排水量  | 推进系统                         | 服役       | 服役     | 服役     | 服役       |
| 舰名                                      | 主要武器   | 排水量  | 推进系统                         | 开建日期   | 下水日期 | 交付日期 | 结局       |
| ----------------------------------------- | ---------- | ------- | -------------------------------- | ---------- | -------- | -------- | ---------- |
| “苏联”号 (Советский Союз)                 | 9门406毫米 | 65150吨 | 3台蒸汽轮机；28节（52公里/小时） | 1938年7月  | 不適用   | 不適用   | 1948年拆解 |
| “苏维埃乌克兰”号 (Советская Украина)      | 9门406毫米 | 65150吨 | 3台蒸汽轮机；28节（52公里/小时） | 1938年10月 | 不適用   | 不適用   | 1947年拆解 |
| “苏维埃俄罗斯”号 (Советская Россия)       | 9门406毫米 | 65150吨 | 3台蒸汽轮机；28节（52公里/小时） | 1940年7月  | 不適用   | 不適用   | 1947年拆解 |
| “苏维埃白俄罗斯”号 (Советская Белоруссия) | 9门406毫米 | 65150吨 | 3台蒸汽轮机；28节（52公里/小时） | 1939年12月 | 不適用   | 不適用   | 1940年拆解 |

### “阿尔汉格斯克”号

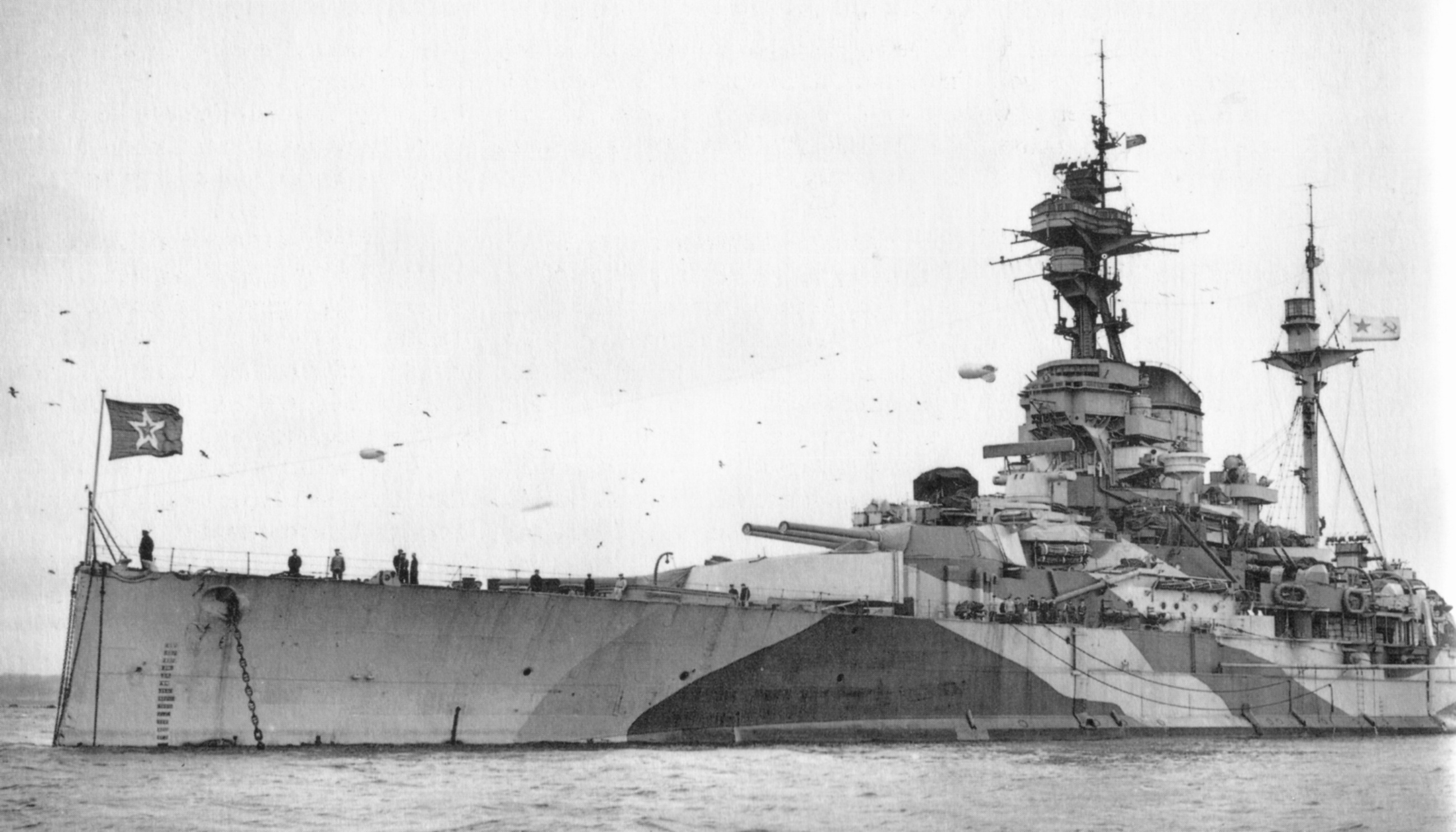
1944年的“阿尔汉格斯克”号战列舰

1943年意大利投降后，苏联获准获得战争赔偿。在赔偿落实前，英国战列舰“皇家君主”号暂借苏联海军，1944年5月移交并更名为“阿尔汉格斯克”号。该舰驶往科拉半岛途中遭德军多次袭击未果，8月正式入役，成为苏联海军战时最大舰艇。主要任务为盟军船队护航至科拉港，1947年在白海搁浅但损伤程度不明。苏联1949年2月接收意大利战列舰“朱利奥·凯撒”号，同日归还“阿尔汉格斯克”号。苏联海军起初以适航性不足为由拒绝归还，经英国军官登舰核查后让步。皇家海军发现该舰状况极差且多数设备失效，遂安排拆解。
| 舰名                           | 主要武器   | 排水量  | 推进系统                         | 服役      | 服役      | 服役      | 服役                   |
| 舰名                           | 主要武器   | 排水量  | 推进系统                         | 开建日期  | 下水日期  | 交付日期  | 结局                   |
| ------------------------------ | ---------- | ------- | -------------------------------- | --------- | --------- | --------- | ---------------------- |
| “阿尔汉格斯克”号 (Архангельск) | 8门381毫米 | 31630吨 | 2台蒸汽轮机；21节（39公里/小时） | 1914年1月 | 1915年4月 | 1944年5月 | 归还英国；于1949年拆除 |

### “新罗西斯克”号

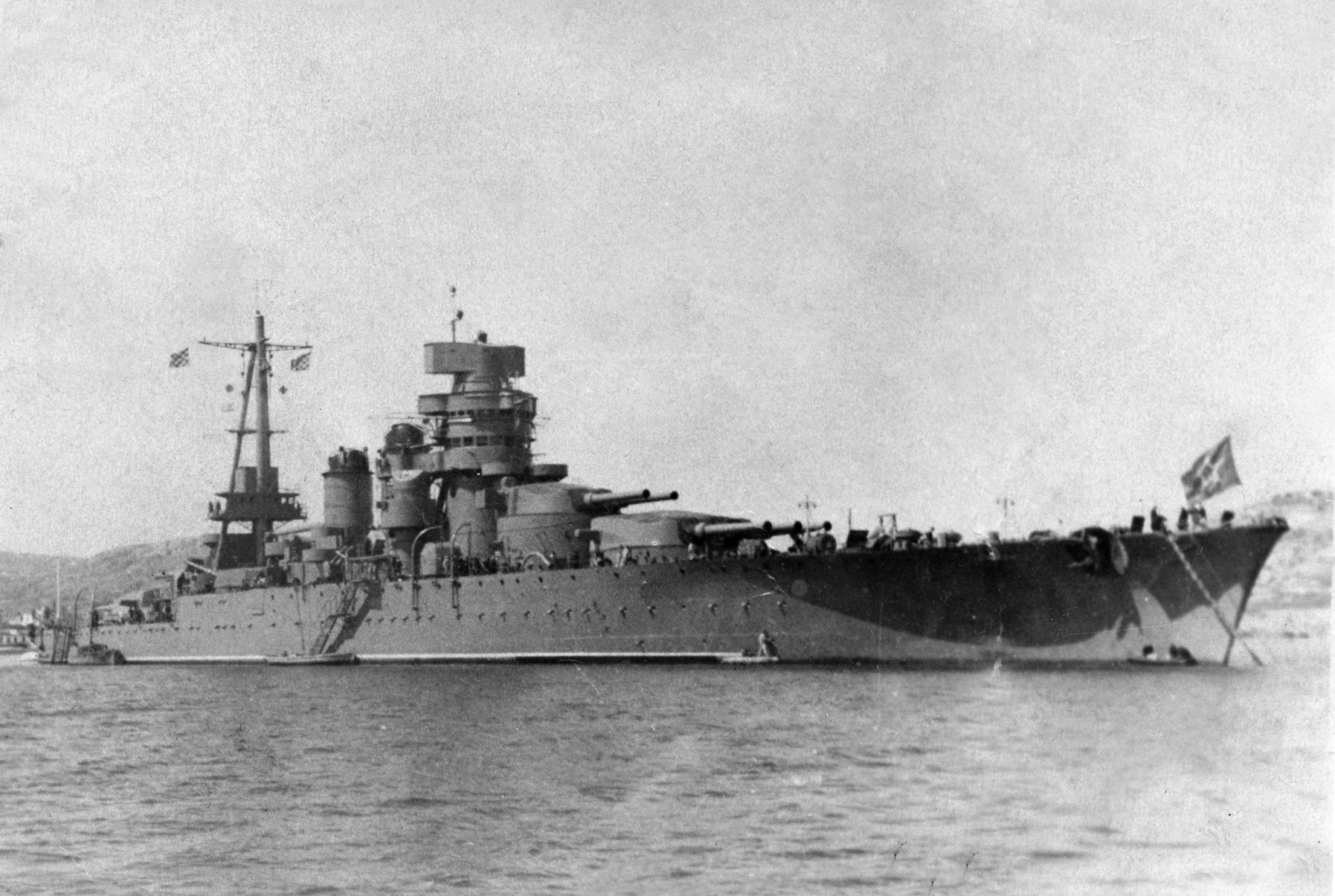
1950年的“新罗西斯克”号战列舰

苏联最终于1949年2月作为战争赔偿获得意大利战列舰“朱利奥·凯撒”号，在阿尔巴尼亚发罗拉完成移交，两天后入役。暂定编号Z11，后更名“新罗西斯克”号。在苏服役期间经历八次改装，所有意大利高射炮与火控系统均被苏制设备替换，此后多年作为训练舰使用。1955年10月底，该舰在塞瓦斯托波尔因艏楼（第一主炮塔稍前位置）爆炸穿孔倾覆沉没。最可能的官方结论是：锚链拖拽触发了二战遗留的德国磁性水雷。1957年打捞残骸后拆解。
| 舰名                          | 主要武器    | 排水量  | 推进系统                         | 服役      | 服役       | 服役      | 服役                   |
| 舰名                          | 主要武器    | 排水量  | 推进系统                         | 开建日期  | 下水日期   | 交付日期  | 结局                   |
| ----------------------------- | ----------- | ------- | -------------------------------- | --------- | ---------- | --------- | ---------------------- |
| “新羅西斯克”號 (Новороссийск) | 10门320毫米 | 29600吨 | 2台蒸汽轮机；27节（50公里/小时） | 1910年6月 | 1911年10月 | 1949年2月 | 1955年沉没；1957年拆解 |

## 脚注

### 引文
1. ↑  Gröner 1990，第ix頁
2. ↑  McLaughlin 2003，第47–48頁
3. 1 2  McLaughlin 2003，第46, 52頁
4. 1 2 3  McLaughlin 2003，第52頁
5. ↑  Bascomb 2007，第184頁
6. ↑  Arbuzov 1992，第387頁
7. ↑  Arbuzov 1992，第388頁
8. 1 2 3  McLaughlin 2003，第46, 48頁
9. 1 2  Bogdanov 2004，第8頁
10. ↑  McLaughlin 2003，第66頁
11. ↑  McLaughlin 2003，第71, 166頁
12. ↑  McLaughlin 2003，第167頁
13. ↑  McLaughlin 2003，第169–170頁
14. ↑  McLaughlin 2003，第68頁
15. ↑  McLaughlin 2003，第65頁
16. ↑  McLaughlin 2003，第65, 67頁
17. ↑  McLaughlin 2003，第65–66, 170頁
18. ↑  McLaughlin 2003，第73–74頁
19. 1 2 3  McLaughlin 2003，第72, 76頁
20. 1 2  McLaughlin 2003，第76頁
21. ↑  McLaughlin 2003，第303–304頁
22. 1 2  Nekrasov 1992，第49, 54頁
23. ↑  McLaughlin 2003，第74–75頁
24. 1 2  McLaughlin 2003，第72頁
25. ↑  Bogdanov 2004，第11–12頁
26. ↑  Bogdanov 2004，第14–15頁
27. ↑  Bogdanov 2004，第41頁
28. ↑  Bogdanov 2004，第41, 44頁
29. ↑  Bogdanov 2004，第47頁
30. ↑  Bogdanov 2004，第52, 59–60頁
31. ↑  Bogdanov 2004，第62頁
32. ↑  Bogdanov 2004，第64頁
33. ↑  Bogdanov 2004，第75, 77頁
34. ↑  McLaughlin 2003，第83頁
35. ↑  McLaughlin 2003，第81頁
36. 1 2  McLaughlin 2003，第77頁
37. ↑  McLaughlin 2003，第77, 83頁
38. ↑  Bogdanov 2004，第6頁
39. ↑  McLaughlin 2003，第85–86頁
40. ↑  McLaughlin 2003，第90–91頁
41. 1 2  Forczyk 2009，第43頁
42. ↑  McLaughlin 2003，第161頁
43. ↑  Forczyk 2009，第48–54頁
44. ↑  McLaughlin 2003，第163–165頁
45. 1 2 3  Jentschura, Jung & Mickel 1977，第20頁
46. ↑  McLaughlin 2003，第91頁
47. 1 2 3  McLaughlin 2003，第84–87頁
48. ↑  McLaughlin 2003，第84, 90–92頁
49. ↑  Melnikov 2006，第4頁
50. ↑  Melnikov 2006，第5, 8頁
51. ↑  Melnikov 2006，第9頁
52. ↑  Melnikov 2006，第28頁
53. ↑  Melnikov 2006，第12頁
54. ↑  Melnikov 2006，第14, 21–22頁
55. ↑  McLaughlin 2003，第288頁
56. ↑  Melnikov 2006，第32, 36頁
57. ↑  Melnikov 2006，第34頁
58. ↑  Melnikov 2006，第44頁
59. ↑  Melnikov 2006，第47, 77頁
60. ↑  McLaughlin 2003，第95頁
61. ↑  Melnikov 2006，第11頁
62. ↑  McLaughlin 2003，第93, 97頁
63. ↑  Melnikov 2006，第9–10, 77頁
64. ↑  McLaughlin 2003，第108頁
65. ↑  McLaughlin 2003，第107, 109–110頁
66. 1 2  McLaughlin 2003，第115頁
67. ↑  McLaughlin 2003，第115, 163–164頁
68. ↑  McLaughlin 2003，第168頁
69. ↑  Preston 1972，第207頁
70. 1 2 3  McLaughlin 2003，第107–108頁
71. ↑  McLaughlin 2003，第107, 115頁
72. ↑  McLaughlin 2003，第117–118頁
73. ↑  Bascomb 2007，第60–72頁
74. ↑  Bascomb 2007，第179–201頁
75. ↑  Bascomb 2007，第286–299頁
76. ↑  Bascomb 2007，第297頁
77. ↑  Silverstone 1984，第380頁
78. ↑  McLaughlin 2003，第120–121, 172, 295頁
79. ↑  McLaughlin 2003，第121, 304頁
80. ↑  McLaughlin 2003，第121頁
81. 1 2 3  McLaughlin 2003，第116, 119–120頁
82. ↑  McLaughlin 2003，第116, 121頁
83. ↑  McLaughlin 2000，第48–53頁
84. ↑  McLaughlin 2000，第61, 63頁
85. 1 2 3  McLaughlin 2000，第64頁
86. ↑  Lengerer 2008，第57–59頁
87. ↑  McLaughlin 2000，第57頁
88. 1 2  McLaughlin 2000，第54–55頁
89. ↑  McLaughlin 2000，第54頁
90. ↑  McLaughlin 2003，第130–132頁
91. ↑  McLaughlin 2003，第135頁
92. ↑  McLaughlin 2003，第135, 160–161頁
93. ↑  Forczyk 2009，第48, 50–53頁
94. ↑  McLaughlin 2003，第163頁
95. ↑  McLaughlin 2003，第135, 295頁
96. ↑  McLaughlin 2003，第135, 295, 300–302頁
97. 1 2  McLaughlin 2003，第135, 301頁
98. 1 2 3  McLaughlin 2003，第132頁
99. ↑  McLaughlin 2003，第137–138頁
100. ↑  Forczyk 2009，第9頁
101. ↑  Silverstone 1984，第373, 376, 378頁
102. ↑  Forczyk 2009，第70–71頁
103. ↑  Jentschura, Jung & Mickel 1977，第21頁
104. ↑  McLaughlin 2003，第136頁
105. ↑  Nekrasov 2004，第9–17頁
106. ↑  Staff 2008，第113–117頁
107. ↑  Budzbon 1985，第294頁
108. 1 2  McLaughlin 2003，第136頁
109. ↑  McLaughlin 2003，第137頁
110. ↑  McLaughlin 2003，第136, 145–146頁
111. ↑  McLaughlin 2003，第147, 149頁
112. ↑  McLaughlin 2003，第302–303頁
113. ↑  McLaughlin 2001，第131–133頁
114. ↑  McLaughlin 2003，第304, 310頁
115. ↑  Nekrasov 1992，第55–57, 90–92頁
116. ↑  McLaughlin 2003，第152頁
117. 1 2  McLaughlin 2003，第148頁
118. ↑  McLaughlin 2003，第147頁
119. ↑  McLaughlin 2003，第147, 152頁
120. ↑  McLaughlin 2003，第180–181頁
121. ↑  McLaughlin 2003，第182–183頁
122. ↑  Melnikov 2005，第22–23頁
123. ↑  McLaughlin 2003，第184頁
124. ↑  Melnikov 2003，第54–64, 76–77頁
125. ↑  Melnikov 2005，第34–36, 40頁
126. ↑  McLaughlin 2003，第188頁
127. ↑  Melnikov 2003，第92, 93頁
128. ↑  Melnikov 2003，第96頁
129. 1 2  McLaughlin 2003，第180頁
130. ↑  McLaughlin 2003，第181頁
131. ↑  McLaughlin 2003，第180, 188頁
132. ↑  McLaughlin 2003，第189–193, 203頁
133. ↑  McLaughlin 2003，第216頁
134. ↑  McLaughlin 2003，第210–217頁
135. ↑  McLaughlin 2003，第210頁
136. ↑  McLaughlin 2003，第299頁
137. ↑  McLaughlin 2003，第322, 324頁
138. ↑  McLaughlin 2003，第322, 324頁
139. ↑  McLaughlin 2003，第323–324頁
140. ↑  McLaughlin 2003，第338–346頁
141. ↑  McLaughlin 2003，第402頁
142. ↑  McLaughlin 2003，第226, 413–414頁
143. ↑  McLaughlin 2003，第225, 227頁
144. 1 2 3  McLaughlin 2003，第243–244頁
145. ↑  McLaughlin 2003，第225, 227, 248–249, 354, 413–414頁
146. ↑  McLaughlin 2003，第229–230頁
147. ↑  McLaughlin 2003，第231, 242, 304–306頁
148. ↑  McLaughlin 2003，第306–307頁
149. ↑  McLaughlin 2003，第330–331頁
150. ↑  McLaughlin 2003，第308, 323頁
151. 1 2  McLaughlin 2003，第228頁
152. ↑  McLaughlin 2003，第229頁
153. ↑  McLaughlin 2003，第231–232頁
154. ↑  McLaughlin 2003，第241–242, 308, 310, 323頁
155. ↑  McLaughlin 2003，第255–257頁
156. 1 2  McLaughlin 2003，第258–259, 331頁
157. 1 2  McLaughlin 2003，第255頁
158. ↑  McLaughlin 2003，第256頁
159. ↑  McLaughlin 2003，第362–372頁
160. ↑  McLaughlin 2003，第380–386, 389頁
161. ↑  McLaughlin 2003，第386–387頁
162. ↑  McLaughlin 2003，第379, 411, 413頁
163. ↑  McLaughlin 2003，第411–413頁
164. 1 2  McLaughlin 2003，第379頁
165. ↑  McLaughlin 2003，第380頁
166. ↑  McLaughlin 2003，第379, 387, 411–413頁
167. 1 2  Paterson 2006，第153頁
168. ↑  Paterson 2006，第153–156頁
169. 1 2  Budzbon 1989，第3頁
170. ↑  Ward 2000，第44頁
171. 1 2  McLaughlin 2003，第418頁
172. ↑  Daniel 2003，第98–99頁
173. 1 2 3  Burt 2012，第156頁
174. ↑  Preston 1985，第35頁
175. 1 2  Whitley 1998，第162頁
176. ↑  Kotov 2002，第4頁
177. ↑  McLaughlin 2003，第419, 422頁
178. 1 2  McLaughlin 2003，第423頁
179. ↑  Bagnasco & Grossman 1986，第65頁
180. ↑  Brescia 2012，第58頁
181. ↑  Bagnasco & Grossman 1986，第64–65頁
182. ↑  Preston 1972，第176頁